# 处女

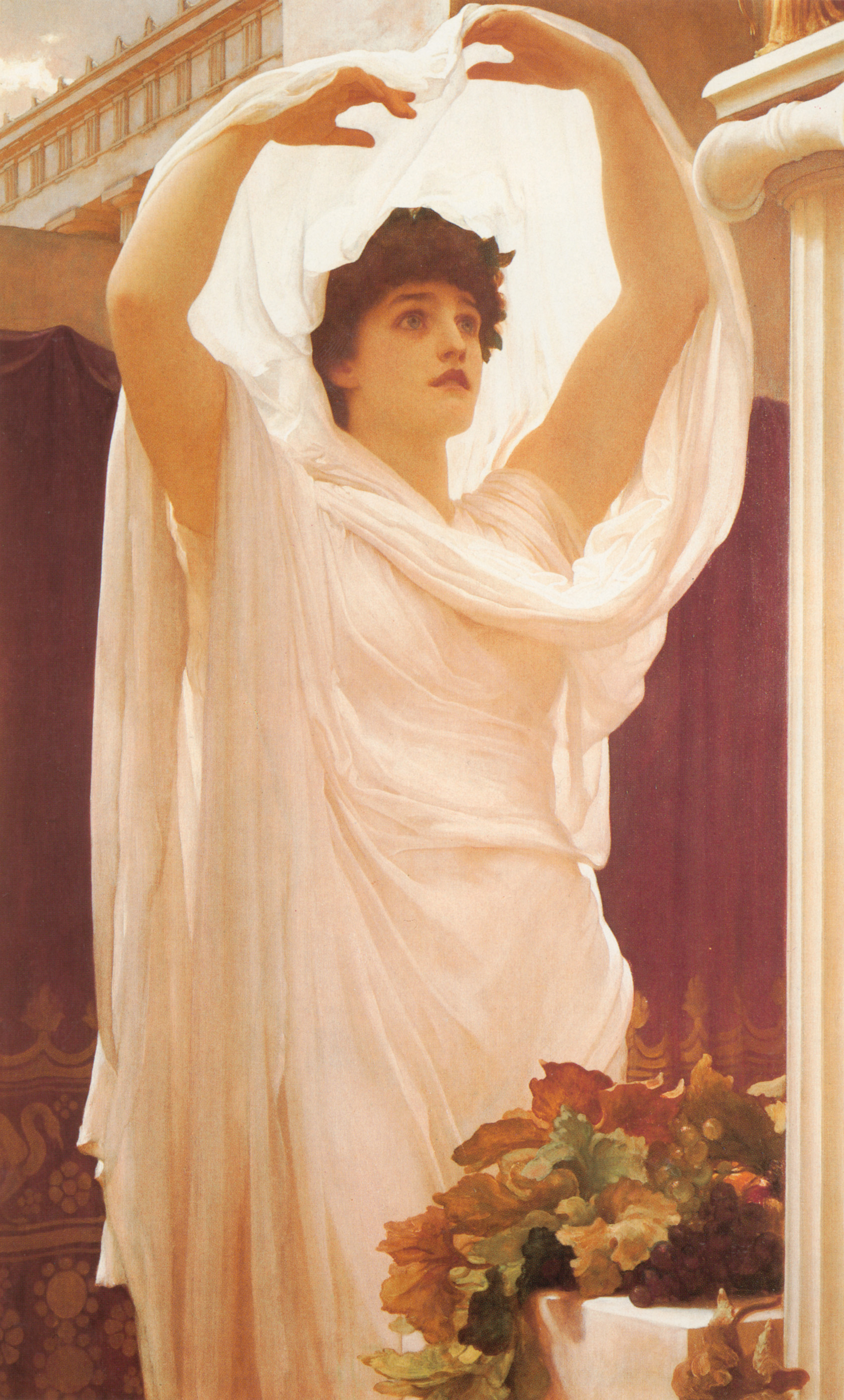
羅馬帝國的維斯塔處女（女祭司）

处女（英語：virginity）指的是女性没有性行为经验的一种状态。
在人類文化與宗教信仰传统上對处女賦予特殊的價值觀與重要意義，特別是片面要求女性守贞的社会中，未婚女性的“處女”，代表著個人的純淨、榮譽與品格價值。狹義傳統上處女鑒定的標誌為處女膜，但是现代医学技术可以修補，同时，處女膜也未必只因性交而損傷，少部分人天生就沒落紅，目前沒有絕對的鑑別方法。

## 概述
對大多數情况來說，處女是指沒有發生過陰道性交的女子，即尚未被男性陰莖插入其陰道的女性，和因性交而令處女膜破損的性交。但是有些天生處女膜偏厚的女性，初夜時處女膜不一定會破裂，破裂也不一定在初夜時。
而更苛刻的要求下，處女是指沒有發生任何與他人有互動的性行為的女子，包括：陰道性交、肛交、口交、乳交、彼此間的自慰、愛撫或視訊性交等。异性恋者对破处概念的定义有时是指阴茎插入阴道，有时则不是，其他性取向的人则常将口交、肛交以及相互手淫等性行为包含在破处概念的定义中。
所謂的技術性處女，即在沒有損傷處女膜的狀況下與他人進行各種廣義的性交行為卻自稱處女者。或者處女膜因與他人性交而受損，卻藉由人工方式修補處女膜來詐稱處女者，但如同技術性處男，二詞定義時常淪落於陰莖插入本位。
纯洁和处女的概念传统上包含性禁欲。一个女性是否是处女通常涉及道德问题或宗教问题，并可能影响社会地位和人际关系。在过去的一些社会中，处女有社会意义，并具有重要的法律意义，但在今天的大多数社会中，法律影响已不再存在。处女的社会意义在许多社会中仍然存在，并可能对这些社会中的个人社交产生各种影响。
处女也是学术研究和调查的对象。如后文所述，在医学领域，处女被提及时常涉及处女检查和性传播疾病等方面；在进化心理学中，处女概念涉及男女对纯洁价值和偏好的差异；在文化人类学和女权主义研究中，处女也是一个研究主题。此外，关于非处女与离婚之间相关性的研究早已有之。

## 词源和用法

### 汉语
汉语中“处女”一词原本解释为“居住”，意为“结婚前住在娘家的女性”，将“未婚”和“性未经历”几乎等同看待。以下是几个例子：
- 《孙子兵法》中的成语“始如处女，后如脱兔”[15]。
- 以前青年团等的女性组织被称为“处女会”[16]。
- 日语中的“乙女”也用来表示“未婚女性”，并且“处女”也可读作“乙女”。在《万叶集》中，“未通女”和“童女”也读作“乙女”。
- 圣母玛利亚也被称为“乙女玛利亚”。

### 英语
“virgin”（处女）一词源自古法语的“virgine”，其词源为拉丁语的“virgo”，意为性纯洁、字面上的“少女”或“处女”，指的是性上纯洁的年轻女性或“性上未经历的女性”。类似于拉丁语的用法，英语中的“virgin”也通过放宽年龄、性别和性标准而被更广泛地使用。在这种情况下，年龄较大的女性可以被称为处女（如处女女王），男性也可以被称为处女，许多领域的初次尝试也被口语化地称为“处女”，例如“跳伞处女”。在后一种用法中，处女意味着未开始。
拉丁语的词汇可能很大程度上源于指“绿、新鲜、繁荣”的“vireo”词根，其多涉及植物，特别是“virga”意为“树枝”。

“处女”一词在英语中的首次使用例子可追溯至1200年，见于剑桥大学的三一学院收藏的中世纪英语手稿中，内容如下：
Ðar haueð ... martirs, and confessors, and uirgines maked faier bode inne to women.
在此背景以及随后的许多背景中，提及的处女具体指基督教信徒，暗指奥德圣母（圣母骑士团）成员。这可追溯至早期教会中的圣处女，如教父的著作中所描述的。

到1300年左右，该词的涵义扩展至包括耶稣的母亲圣母玛利亚，并明确适用于性纯洁。
Conceiud o þe hali gast, born o þe virgine marie.

该词进一步扩展，涵盖高洁（或纯洁）的年轻女性，这一含义在1400年前后出现。
Voide & vacand of vices as virgyns it ware.
这些定义中的大多数都相似，被记录在牛津英语词典（OED1，230-232页）第一版中。

### 其他西方语言
德语中表示“处女”的词是Jungfrau，字面意思是“年轻女性”，但在现代已不再使用此义。相反，使用“junge Frau”表示“年轻女性”。“Jungfrau”特别指没有性经验的人。德语中也有特指处男的词“Jüngling”（青年），但该词已过时，极少使用。在德语中，“Jungfrau”也有男性形式，如电影《40岁的处男》中的标题“Jungfrau(40)，männlich...”。德语中区分年轻女性和少女，后者称为“Mädchen”。英国的同源词“maid”在诗中常用于暗示处女性，例如英国民间传说中的罗宾汉爱慕的“处女玛丽安”。
不仅德语有指处男的词，法语中处男称为“puceau”。希腊语中，表示“处女”的词是“parthenos”（参见帕台农神庙）。该词通常用于女性，但也可用于男性，均指没有性经验。用于男性时，其与“未婚”状态无强烈关联，但用于女性时，历史上有时指婚约中的女性。需要区分的是，希腊语中没有特指妻子的词，处女的概念来自于从过去的亲密关系或经历中没有改变，暗示其是性“空白石板”的想法，从这一原始意义扩展，暗示其纯洁性。

### 相关的现代用语
女性第一次经历性行为称为“破处”（男性也有相同用法）。

### 转用

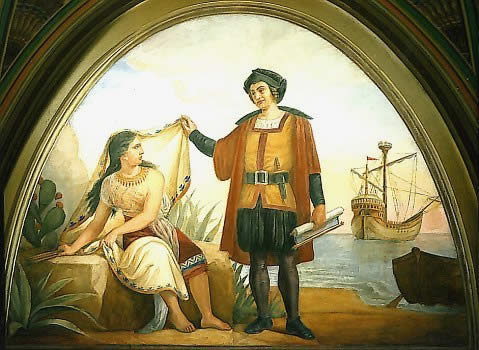
哥伦布象征性地描绘了发现美洲大陆的壁画。图中，新世界被一位美洲原住民的年轻女性所象征。

由上述含义引申出“第一次”（例：“处女作”、“处女航海”（这与船作为女性表述有关））、以及“人类未踏足之地”（例：“处女地”、“处女雪”）等含义。此外，在食品等原材料中也存在“处女”一词的使用。
- 从未有人登顶的山被称为“处女峰”[29]。
- 保持原始状态的森林，即原生林，被称为“处女林”[30]。
- 火山爆发或温泉活动首次将地下岩浆中含有的水带到地表，成为新的水循环的一部分，这种水被称为“处女水”[31]。
- 从未使用染发剂或烫发等化学药剂处理过的头发称为“处女发”[32]。处女发由于未受染发剂或烫发剂的损伤，其毛鳞片排列整齐，具有光泽和弹性[32]。
- 直接从橄榄果汁中通过离心分离等方法获得的油称为“处女油”，其中香味优良者称为“特级初榨橄榄油”[33][34]。
- 不含有再生纤维或再生原料的纸浆称为“处女纸浆”[35]。

## 文化
有人认为，处女的概念仅在特定的社会、文化和道德背景下才重要。哈内·布兰克指出，“处女并不反映已知的生物学命令，也没有明显的进化优势”。

### 破处的定义

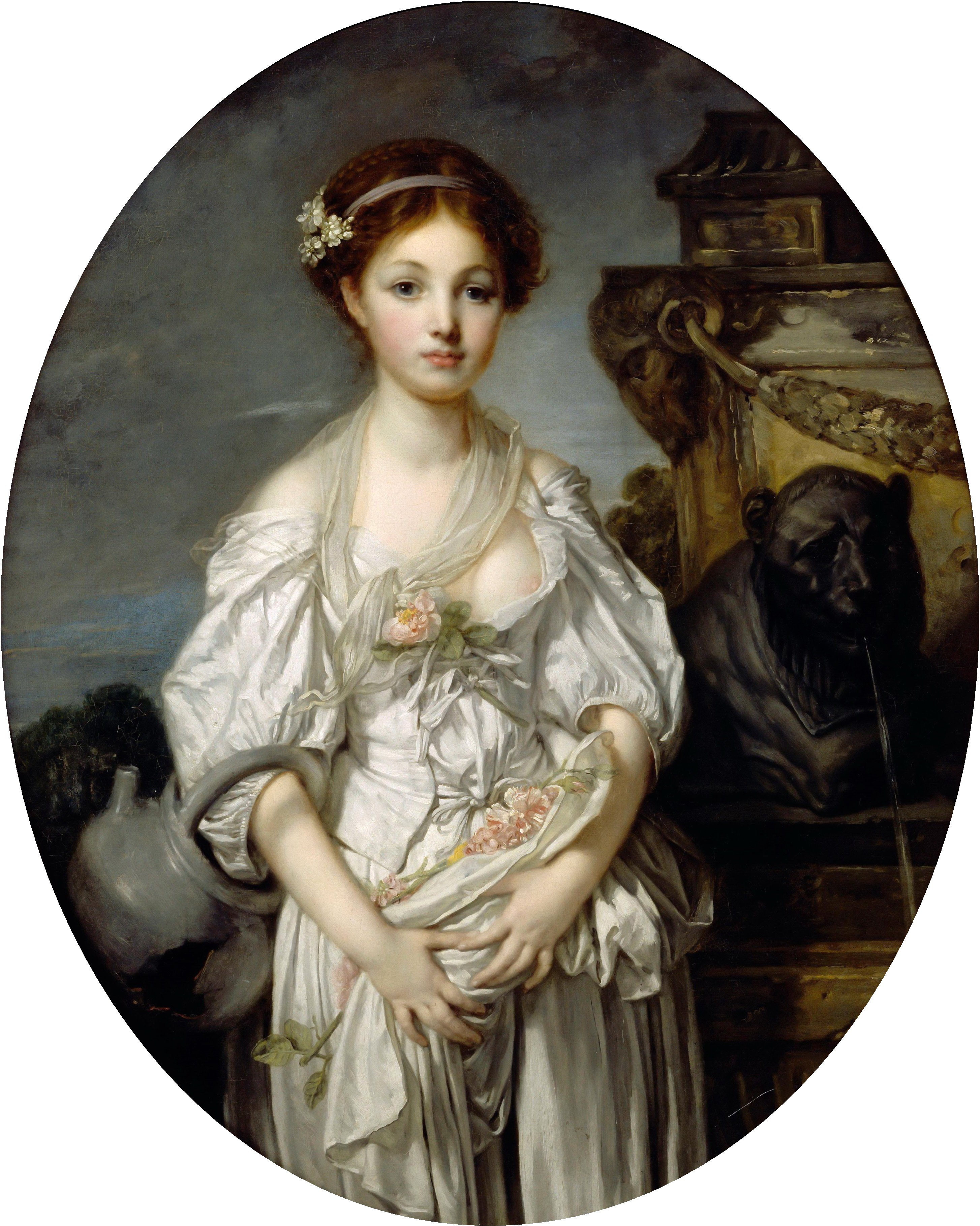
《破碎的水罐》，让-巴蒂斯特·格勒兹的绘画，象征着破处。

关于何种性行为会导致破处，存在多种观点。传统观点认为，无论是否同意，处女仅在阴茎插入阴道时丧失，而口交、肛交、相互手淫等不涉及阴道插入的性行为不会导致破处。未进行阴道插入性交但进行了肛交或相互手淫的人，常被异性恋者或研究者视为“形式上是处女”。相对而言，男同性恋和女同性恋常认为某些行为即为破处。有些男同性恋者认为阴茎插入肛门即为破处，而口交或非插入性性行为则不算。女同性恋者则可能将口交或指交视为破处。部分女同性恋者讨论传统定义时，会考虑是否阴茎以外的物体插入阴道也算作破处。其他同性恋者则认为传统的处女定义对他们无意义。研究者之间也在讨论是否通过强暴可以破处，有研究表明，处女仅在自愿性交时丧失。研究者兼作家劳拉·M·卡彭特的研究中指出，许多人认为强暴不能使人破处，他们认为破处有“礼物、污名、过程的一部分”三种方式之一。
卡彭特认为，决定处女丧失的因素在同性恋者和异性恋者之间同样多样化，甚至前者更为多样化。这一现象来源于，许多人将破处的性行为视为“符合其性取向的行为”。这意味着“如果你是男同性恋者，肛交是男同性恋者应有的行为；如果你是女同性恋者，口交是女同性恋者应有的行为。这些行为成为破处的标志”。
青少年中广泛存在利用口交作为性禁欲手段的“技术性处女”现象。例如，口交不仅被青少年女孩用来保持处女身，还用于保持亲密关系或避免怀孕。JAMA杂志1999年的一项研究（由美国医学会杂志发表）调查了美国29个州的599名大学生，研究发现60%的受访者认为口-生殖器接触（如口交或咂阴）不构成性行为。研究的共同作者，金赛研究所的斯蒂芬妮·桑德斯表示，“这正是如今的‘技术性处女’现象”。相反，该研究所2008年的另一项研究调查了“在何种情况下，你会认为自己‘有过性行为’？”研究作者劳拉·林德伯格表示，“青少年在宣称自己是形式处女的同时，广泛参与阴道外的性行为，尤其是口交”，但她的研究得出的结论是“口交作为阴道性交的替代主要是一种神话”。
2003年发表在《加拿大人类性学杂志》上的一项研究重点关注美国、英国和澳大利亚大学生性交的定义和预防措施，结果发现“在这些研究中，大多数受访者（超过97%）将用阴茎进行阴道性交作为性活动的定义，较少的受访者（70%至90%）将用阴茎进行肛交看作性活动， 32% 至 58% 的受访者将发生性交行为定义为任何性行为。在另一项研究中，金赛研究所调查了 484 名年龄在 18 岁到 96 岁之间的人，发现“参与这项研究的人中近 95% 表示阴茎阴道性交意味着他们发生了性行为”：“我认为就是这个意思。”
金赛研究所的另一项研究对18岁至96岁的484人进行了调查。“参与调查的几乎95%的人认为，阴茎-阴道性交意味着‘发生过性行为’，但随着问题变得更具体，这个比例有所变化。11%的受访者基于男性是否达到高潮来判断是否‘发生过性行为’，没有高潮则不构成性行为。大约80%的受访者认为，阴茎-肛门性交是‘发生过性行为’，大约70%的人认为口交是性行为”。
异性恋的青少年和年轻成人进行的保持处女誓约（或禁欲誓约）中，有时包含“技术性处女”的实践。社会学家彼得·贝尔曼和汉娜·布吕克纳进行的一项经过同行评审的研究，调查了誓约5年后的禁欲誓约者，发现这些人患性传播疾病（STDs）的比例几乎与其他人相同，并且与没有进行禁欲誓约的人相比，禁欲誓约者进行肛交和口交的比例同样很高，推测他们用口交和肛交代替了阴道性交。然而，男性报告的肛交数据并未直接反映这一点。

### 早年破处
早年破处与多种因素相关，包括教育水平、独立性、年龄和性别等生物因素，以及父母监管和宗教归属等社会因素，最常见的是社会人口统计学变量。此外，性虐待与后期的危险性行为和早期的自愿性行为也有相关性。更早进行性行为与使用安全套频率降低、满意度下降，以及由于非自主原因进行首次性接触的频率增加相关。幼年时期破处的负面影响包括经济稳定性降低、教育水平下降、社会孤立、夫妻不和以及医学影响增加。这些医学影响包括性传播疾病、宫颈癌、盆腔炎症性疾病、生育能力下降和意外怀孕增加。

### 处女的价值

#### 文化价值
根据经济学家法比奥·马里亚尼发表的论文，通过比较调查各种社会，发现纯洁（处女）的价值与女性在婚姻市场上的价值密切相关。这意味着，一个富有的男人如果喜欢上一个贫穷的女性，并且她是处女，那么他会很乐意与她结婚；但如果她不是处女，他可能会选择与一个富有的处女结婚，即使他并不爱她。实际上，在许多文化中，女性的第一次性行为被视为重要的个人突破性事件。“珍惜自己”、“失去处女”、“夺取某人的处女”、“破瓜”等表达反映了这种意义，有时被认为是纯真、诚实、纯洁的终结，也是该人被视为性对象的终结。
传统上，女性在结婚前保持处女，在婚礼上将处女之身“奉献”给新婚丈夫是一种文化期待。女性的性行为围绕着女性在结婚前避免性行为的观念展开。
以前有过性行为（或者处女膜破裂）的女性中，有些人会进行称为处女膜修复术或处女膜重建术的外科手术，以作为处女的证据，使得在下次性行为时可以引起阴道出血（见下文）。在一些文化中，如果发现未婚女性不是处女，无论其处女丧失是她自己选择的还是强奸的结果，她都有可能遭受羞辱、排斥，甚至是名誉谋杀。在这些文化中，女性的处女与个人名誉和家庭名誉密切相关，尤其是婚前丧失处女被视为一种深重的耻辱。这些社会被称为“羞耻文化”。在非洲的一些地区，仍然存在处女与人发生性关系可以治愈HIV和艾滋病的神话，导致女孩和女性被强奸。在现代的许多西方文化中，婚前缺乏性禁欲不像以前的文化那样受到社会谴责。
在一些文化中，处女被视为一种宝贵的商品。过去，大多数社会中，女性的婚姻选择在很大程度上依赖于她们的处女地位。非处女女性的社会地位和婚姻机会显著减少，有时婚前丧失处女会导致完全失去婚姻机会。现代社会中，如纳塔莉·迪伦的处女拍卖在2013年的纪录片《如何失去你的处女》中有所讨论。
在《圣经》中，诱惑或强奸处女的男子被要求支付新娘价并娶该女子为妻。直到20世纪末，一些国家的妇女会起诉夺去她们初贞但没有结婚的男人。在某些语言中，对这些损害的赔偿称为“租赁金”。

#### 处女拍卖
现代社会中，处女时常被转化为金钱价值，在拍卖会上出售与处女的性交会获得高额竞拍价格的事例屡见不鲜。例如，美国21岁的女大学生纳塔莉·迪伦为了偿还高额的学费贷款，将自己的处女在拍卖会上出售，结果吸引了约1万人竞拍，竞拍金额达到约3亿3000万日元（1人民币约合15-20日元）。此外，还有德国一位36岁的处女女性通过拍卖会出售其处女，拍得约3000万日元，意大利一位18岁的模特将自己的处女在拍卖会上竞拍，价格飙升至约1亿3500万日元，罗马尼亚一位18岁的女性将自己的处女以约3亿日元的价格卖给了一位香港商人，英国一位26岁的女大学生将自己的处女以约1亿5000万日元的价格卖给了一位好莱坞明星，东京的一位政治家以约2亿8800万日元的价格拍得了一位来自阿塞拜疆的23岁模特的处女，2018年5月，一位华尔街银行家为一位名叫贾丝敏的20岁巴黎女性的“处女”支付了约1亿5600万日元。
在处女交易领域增长最快的网站是德国的“灰姑娘陪伴”（Cinderella Escorts），由27岁的男子扬·扎科比尔斯基创办。该网站频繁出现在主要报纸和电视上，公司的增长指数也急剧上升。截至2017年4月，该网站接收了400名处女候选人，但预计在未来两年内将增加到近2万人。不过，要证明自己是处女，候选人必须通过心理测试和医学测试等各种筛选。此外，关于这种处女交易，一些经济学家认为，由于这种性质的市场几乎没有进入壁垒，而且在美国和墨西哥边境地区，处女的价格仅为4万日元，因此在完全竞争的纯洁（处女）市场上，男性实际支付的金额可能会更低。
在中国大陆，也有十几岁起的女孩出售初夜，价格在几千元到几万元人民币不等
。在日本，出售处女的价格常在10万日元左右，低于中国大陆。

#### 非处女的待遇
如前所述，处女被高度评价，而未婚的非处女则不然，因此处女检查在至少20个国家有正式规定，在某些国家甚至存在非处女罪。在印度尼西亚，陆海空军和警察在招募女性时，要求其“未婚”且“无性经验”。因此，处女检查成为招聘女性的必备条件，非处女将被拒绝。在阿富汗，未婚的非处女将被判处不超过三个月的监禁，疑似非处女的女性将被警方逮捕并接受处女检查，若被认定为非处女将被监禁。2018年10月的一项调查显示，有190名女性因非处女罪服刑。此外，新娘在初次性行为时若未出血，可能会被丈夫退回给父亲，立即离婚，有时甚至会被杀害。
虽然阿富汗只是极端情况，但一般来说，非处女在婚姻中被避开的一个原因是，性行为的成本和风险在男女之间差异很大，因此非处女女性被认为不适合结婚。也就是说，女性在进行性行为时有怀孕的风险，比男性更容易感染性病，并且其影响比男性更大，因此没有结婚而进行性行为的女性被认为在关键时刻做出了错误判断。

#### 与处男的比较
處男則是對應於處女，用於男性的名詞。英語為「cherry boy」，日語漢字寫作「童貞」。不過由於處男沒法像處女一樣經由處女膜的破損流血來判斷，男性難以區分處男與否，这可能是往往強調處女而不著重處男這一觀念的原因之一。
历史上和现代社会中，处女一直被认为比处男更重要。由于性欲被认为是男性气概的基础，因此即使男性不保持童贞，也不会影响他们的社会地位。例如，在伊斯兰文化中，未婚女性如果性行为活跃或被强奸，可能会被人指责或羞辱，甚至连累家族。而尽管古兰经对于男女都禁止婚前性行为，未婚男性失去童贞却不会遭遇同样的待遇。在不同国家和文化中，男性通常被期望有性冲动和性经验。不遵守这些标准的男性，常常会被其他男性嘲笑或戏弄。根据Guttmacher研究所2003年的研究，大多数国家的大部分男性在20岁生日之前都有过性经历。
男性的性行为被认为是竞争性的，与女性的性行为和处女身份有不同的文化价值和污名。Wenger和Berger的研究发现，虽然处男在社会中被理解为现实存在，但在社会学研究中常被忽视。特别是在美国文化中，像《四十岁的老处男》和《美国派》这样的电影中，处男常被描绘成羞耻和嘲笑的对象，通常被表现为社会上无能的人。因此，一些男性会隐瞒自己是处男的事实。
此外，现代社会中，女性一般不认为新郎的童贞具有价值，而男性则高度评价新娘的处女身份。在美国进行的配偶选择代际比较调查中，明显看到男性比女性更重视未来配偶的纯洁性。这种趋势可以解释为，失去处女身份通常不需要吸引力或努力，而失去处男则需要吸引有选择性的女性，这解释了为何男性若无吸引力难以找到性伴侣，失去童贞更为困难。
在日本的法律案例中，也有这样的判决：婚约后双方失去处男处女身份，婚约解除后，仅女性可以请求精神赔偿，男性则不能。这反映了社会对女性贞洁的评价不同于男性。

### 处女情结与反处女情结

#### 处女情结
逻辑学著作颇丰的哲学家三浦俊彦在他的著作《下半身的逻辑学》中分析了“处女情结”。首先，三浦引用了Niconico大百科对“处女情结”的定义，即“在处女信仰中进行过度迷惑行为的人”，并进一步引用了该定义的内容。Niconico大百科解释说，处女情结主要限于对女性偶像、声优、动画或游戏中的女性角色要求保持处女身份的人。三浦将此定义为狭义的处女情结，并进一步将那些对现实世界中的女性过分执着于处女身份的人，包括在恋爱与否无关的情况下，在网络论坛、问答网站、博客等平台上对非处女进行辱骂和扰乱行为的人，定义为广义的处女情结（三次元处女情结）。
据三浦所述，处女情结的主流观点包括：“结婚对象绝对必须是处女”“即使交往中，如果不是处女也不会考虑结婚”“非处女是所有问题的根源”。网络用语中的“处女”，如前文所述，是指“未与丈夫以外的男性发生过性关系的女性”，这与所谓的“处女膜恋物”不同，后者关注处女膜是否被穿透，而前者则是通过过去的人际关系，即“纯洁”来区分处女和非处女。因此，因事故或强暴失去处女膜的女性并不在处女情结的批判对象之列。前者因其非本人意愿的事故不在批判范围内，后者则因遵守婚姻规范而被排除在“非处女”的定义之外。此外，大多数处女情结者并不讨厌作为个体的非处女，正如很少有男性对妓女或AV女优感到厌恶一样，他们通常只在婚姻语境中对非处女表现出厌恶。
关于处女情结者的身份和实际情况，虽然详细情况不明，但据称坚持“不能和非处女谈恋爱”的处男很少。通常认为他们与非处女所相信的“处女情结者都是那些不受欢迎的男人”的形象与事实不符，实际上在结婚市场上，高经济能力的男性中处女情结的比例更高。事实上，在网络上公开职业的处女情结者中，医生或医学生等高收入男性异常多。这与江户时代上流阶级的武士对贞操道德要求严格，以及总体上高收入的艺人或文化人等在网络上反复提及“必须是处女”“处女最好”“因为她是处女所以结婚”等言论一致。现代社会中，地位和财富与对配偶忠诚度的要求成正比的事实也能解释这一现象。此外，如果处女情结者只是迷信者，非处女对这些人没有兴趣，那么即使被处女情结者排除在结婚对象之外，非处女也无需生气，但实际上，非处女生气是因为她们意识到“处女情结的主力是高收入的精英男性”。
处女情结的主张被认为是“如果在婚后要求贞操道德，那么在婚前也应适用贞操道德”。根据在问答网站上的各种行为，处女情结的动机不仅仅是个人怨恨，更大程度上是对“不理解男性真正想法（即恋爱对象可以是非处女，但结婚对象必须是处女）的女性”的不满。因此，处女情结者特别敌视那些“在婚前自由意志下，与婚姻对象以外的人发生性关系，并且几乎是免费的专职家庭主妇志向的女性”，将不理解性行为真谛的女性作为攻击目标。
一般来说，那些要求对方是处女并且自己也保持处男的人不被称为处女情结者，而是“OEO（Only Each Other）思想”的信奉者，与处女情结有所区别。与这种思想接近的术语有“Only You Forever症候群”或“浪漫爱情意识形态”等。此外，处女情结者的主流意图被认为更多是消极的非处女蔑视，而不是积极的处女崇拜。

#### 反处女情结
对处女情结持反感的人被称为“反处女情结者”。
虽然反处女情结者的身份和实际情况不明，但普遍认为，非处女是反处女情结的主要力量。然而，也有猜测认为，一些男性伪装成非处女参与其中。具体来说，这些人可能包括与非处女结婚的男性、担心被女性发现真实想法后减少性机会的花花公子、警惕处女言论为父权制意识形态的女权主义者、对处女情结的执着感到不满的人、以及纯粹为了捣乱的恶作剧者。许多人认为，那些声称处女情结被处女厌恶的言论也是这些伪装者所为。

### 在女权主义中的定位
处女在历史上一直与纯洁和价值联系在一起，但许多女权主义学者认为这只是一个神话。他们认为，处女没有统一的医学定义，处女丧失也没有科学可验证的证据，性行为不会带来人格的变化。女权主义作家、著有《纯洁的神话》（The Purity Myth）的杰西卡·瓦伦蒂认为，由于处女丧失有多种个人定义，处女的概念是可疑的，并解释了为何评估处女将女性的道德置于“腿之间”，批判了性行为对道德或伦理有任何影响的观念。

### 处女的证明

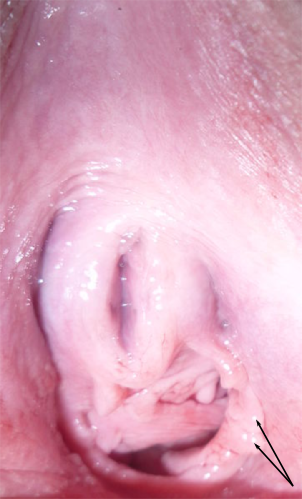
箭头指向的是未发生插入性交的人的处女膜痕迹。

在一些文化中，新娘在婚前需要证明自己是处女。传统上，这是通过检查处女膜是否完好来进行的。处女身份的确认可以通过医生进行身体检查并颁发“处女证明书”，或在首次合法性交后，由处女膜破裂引起的阴道出血的“血迹证据”来实现。在一些文化中，婚后的带有斑点的床单被展示出来，以证明婚姻已成和新娘是处女。尽管强制性的处女检查在世界许多地方仍在进行，但现今这种行为被视为一种对女性的虐待而遭到谴责。世界卫生组织（WHO）指出，“性暴力包括针对女性性完整性的一系列暴力行为，例如女性割礼和强制处女检查”。
研究人员强调，处女膜的存在与否并不能可靠地指示女性是否有过阴道插入。处女膜是位于外阴内侧的一层薄膜，可以部分遮盖阴道开口。它具有柔韧性，在第一次阴道性交时可能会伸展或撕裂。然而，处女膜也可能在日常活动中破裂。许多女性天生就拥有容易拉伸且已经穿孔的薄而脆弱的处女膜，因此常常在运动中无意间破裂。比如，骑自行车时滑倒，自行车鞍可能会进入阴道开口并破坏处女膜。但也有医学观点认为处女膜通常会在初次性交时破裂，因此将其作为判断是否发生过性行为的标志仍是可靠的
。此外，一些女性为了恢复或替换损坏的处女膜进行处女膜缝合术（或处女膜成形术），以便在下一次性交时出现阴道出血作为处女的证据。有人认为这是欺诈或不必要的行为，而另一些人则自称是“再生处女”。还有一种方法是，女性在性交前约两小时将一种装有红色粉末的胶囊插入体内，这种粉末被称为“血粉”，在性交时可以假装出血。
虽然有说法认为有些女性天生没有处女膜，但最近的研究对此提出了质疑。尽管大多数女性可能都天生拥有处女膜，但在初次阴道性交时未必会经历明显的变化。有时，医学行为可能需要打开女性的处女膜（处女膜切开术）。

### 艺术作品
处女常作为艺术作品的主题或题材。在现代艺术中，有萨尔瓦多·达利的《自我纯洁被兽奸的年轻处女》、马塞尔·杜尚的《从处女到新娘的过渡》、以及伊丽莎白·斯汀斯特拉的《处女之光》等作品。

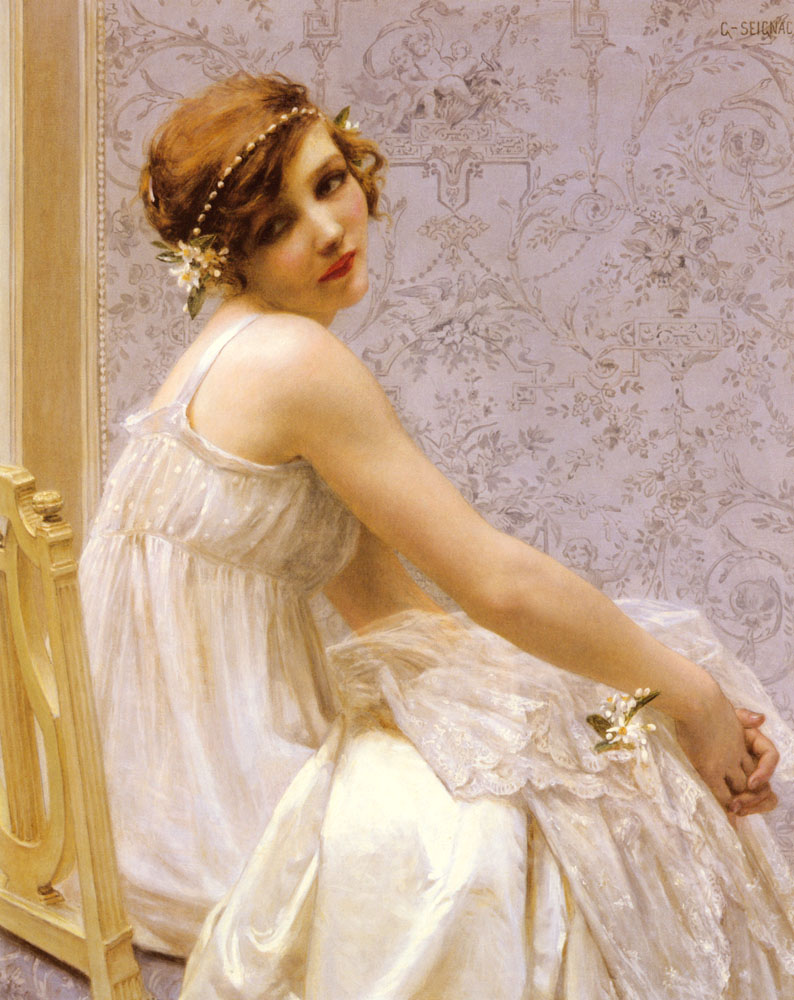
《处女》（吉约姆·塞尼亚克）
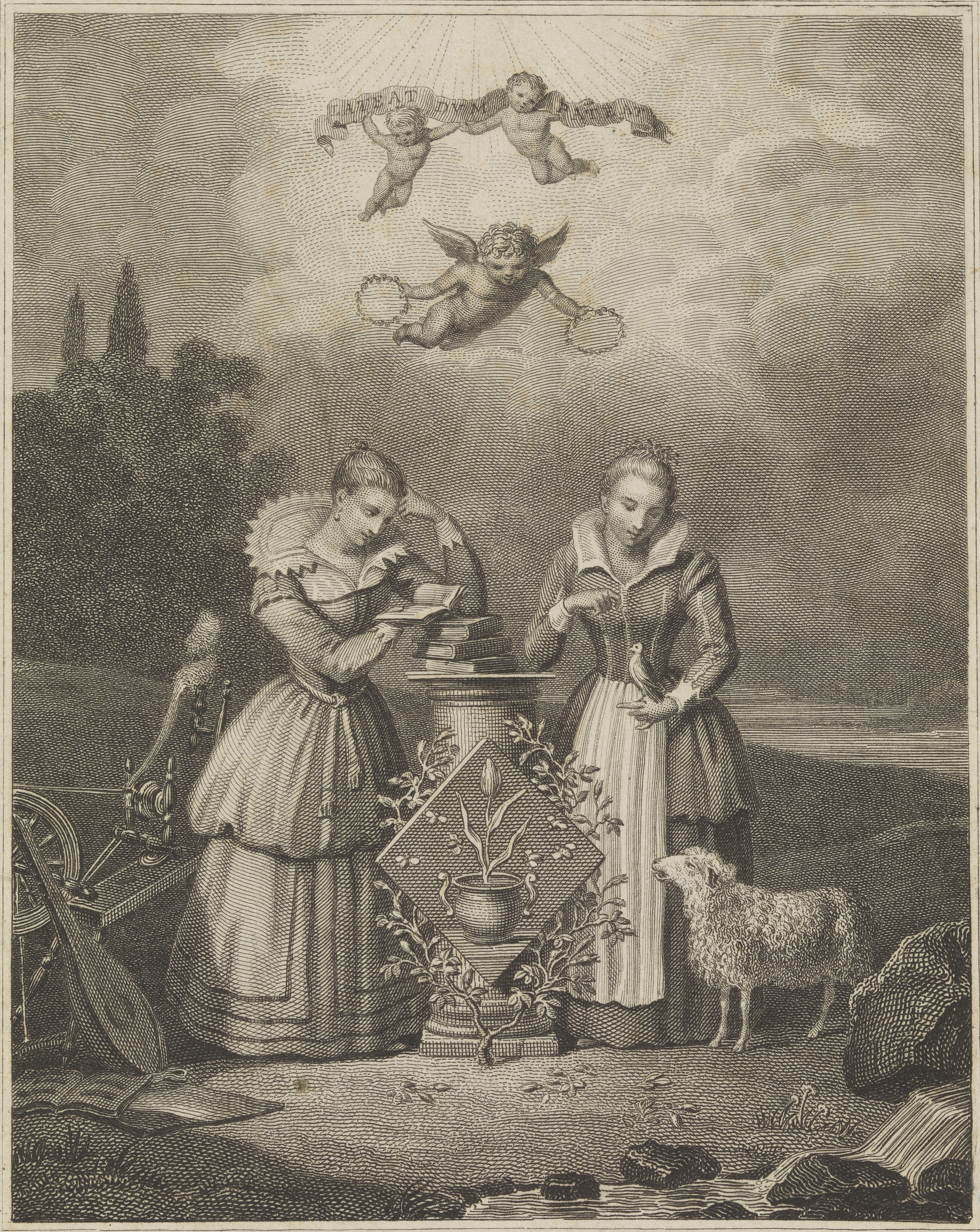
《处女的徽章》（P. 维林的雕刻）
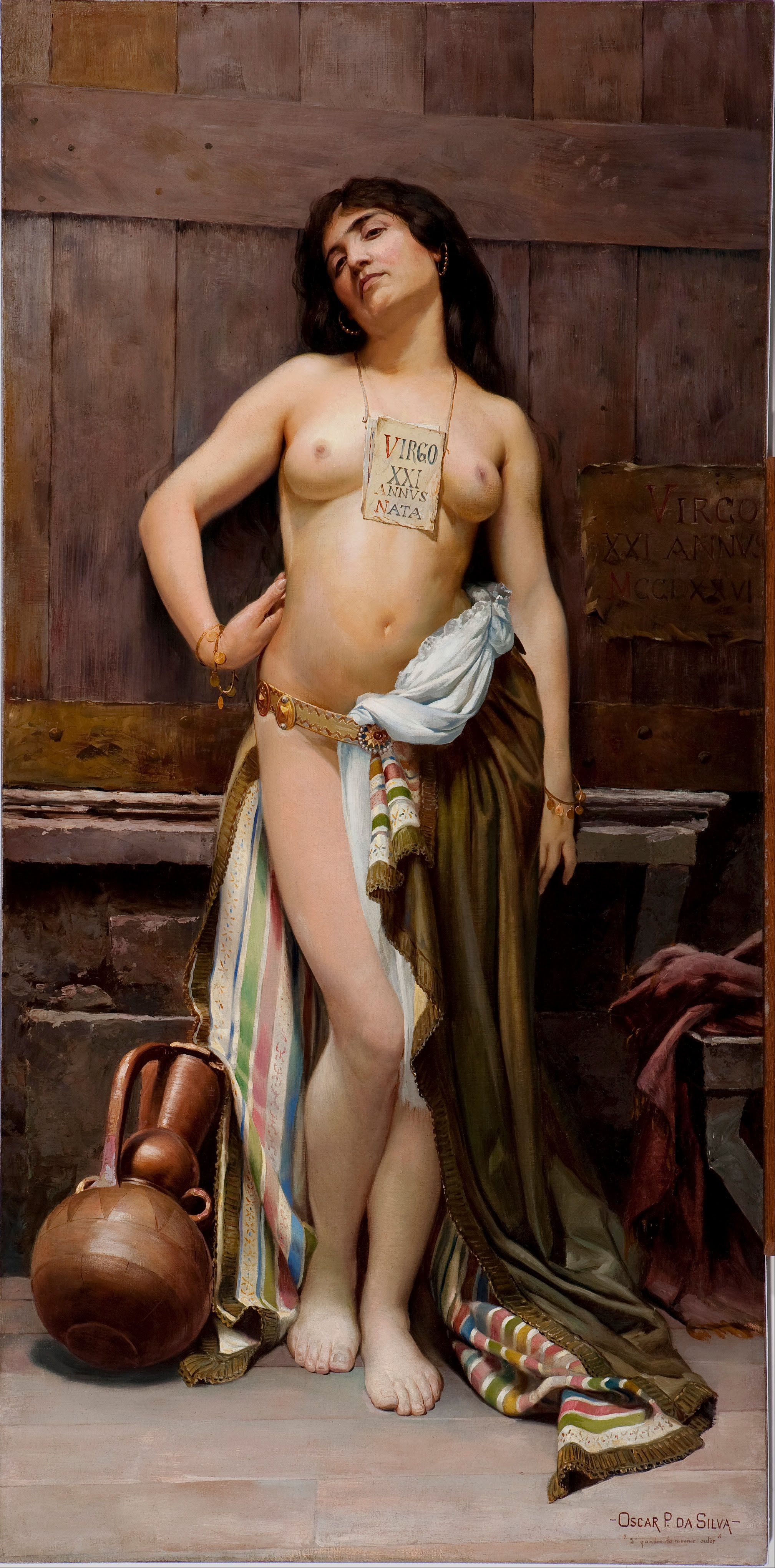
《罗马的奴隶》（奥斯卡·佩雷拉·达·席尔瓦）脖子上写着“21岁的处女”。
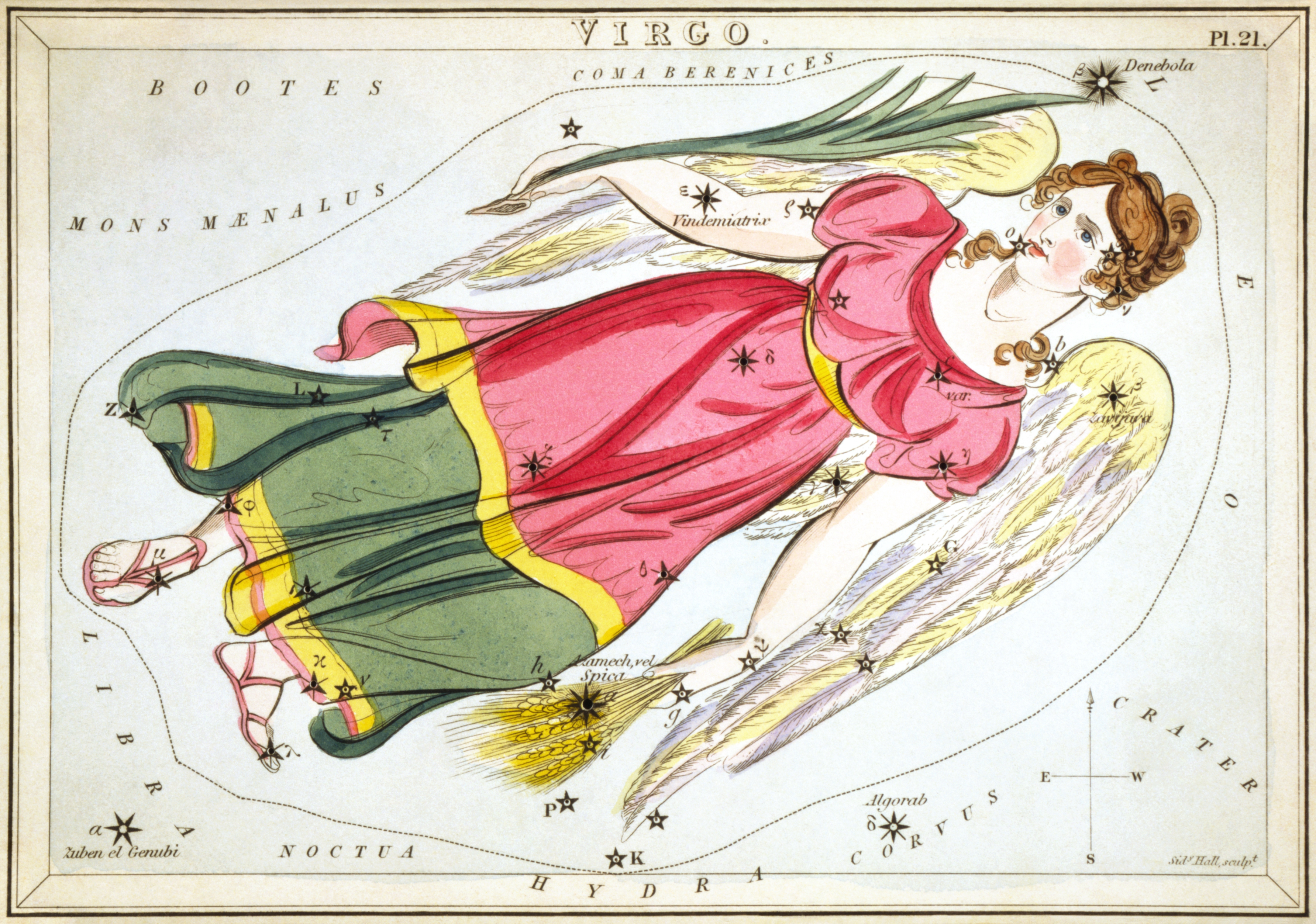
《处女座》（西德尼·霍尔）
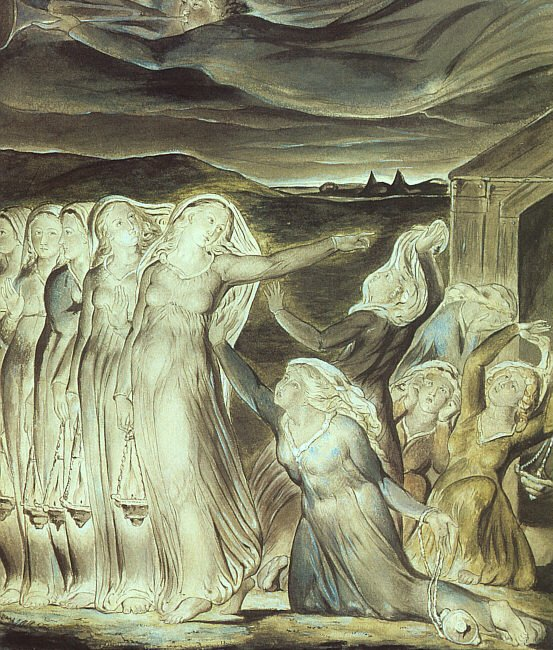
《十个处女》（威廉·布莱克）
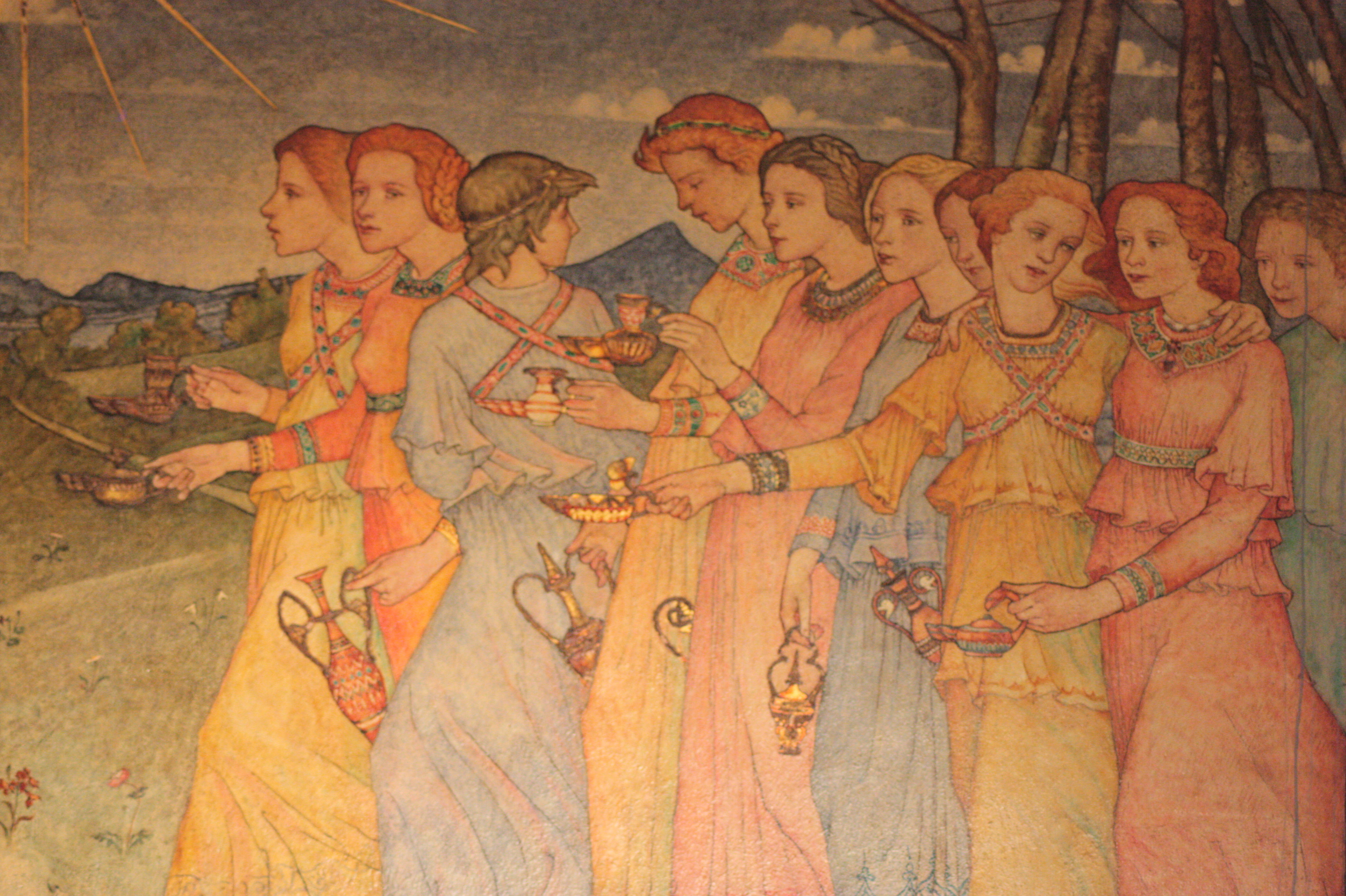
《十个处女的比喻》（菲比·安娜·特拉奎尔）爱丁堡曼斯菲尔德特拉奎尔教堂
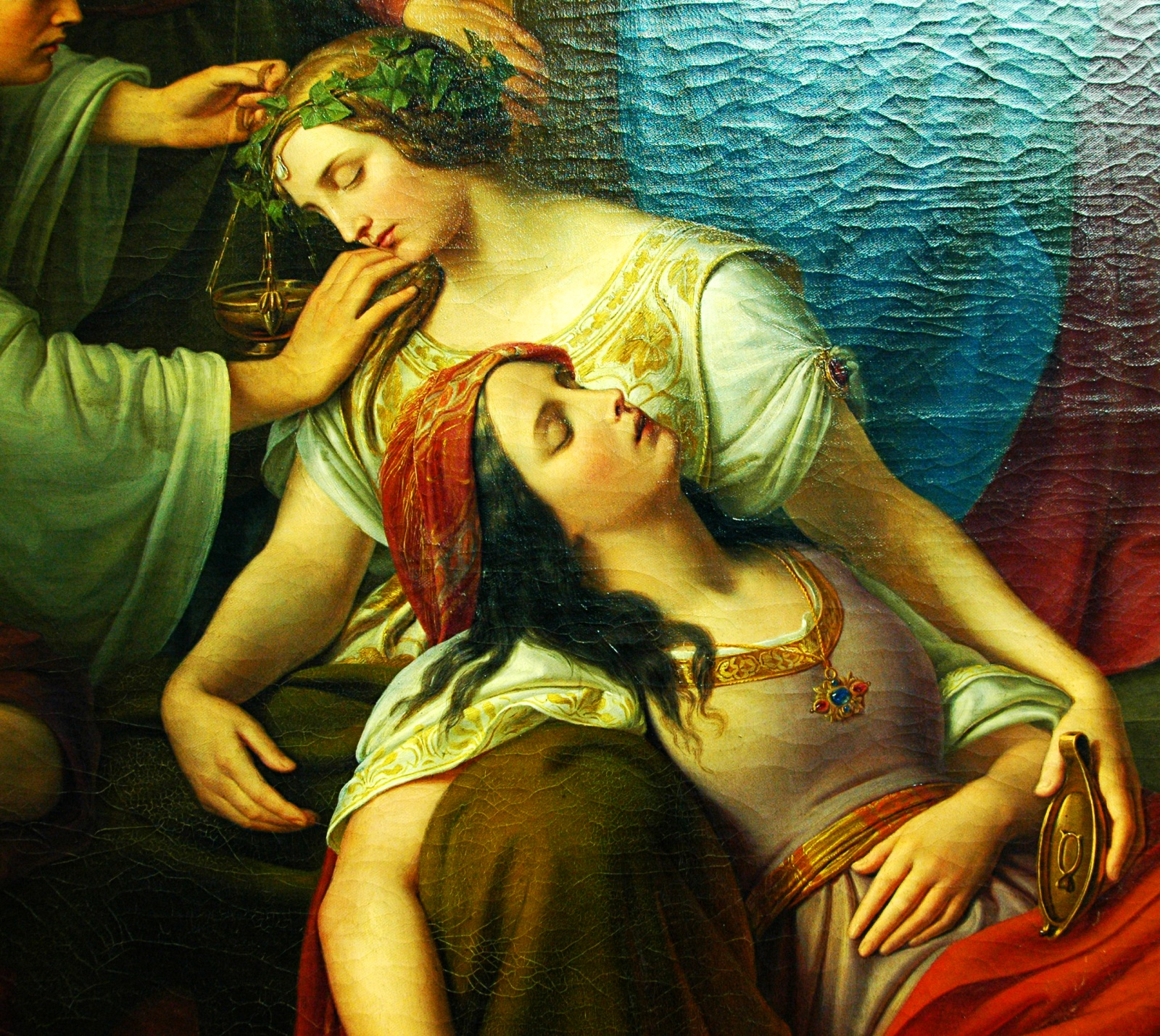
《聪明的处女和愚蠢的处女的比喻》（弗里德里希·威廉·冯·沙道）1838-1842年，施泰德尔美术馆，法兰克福
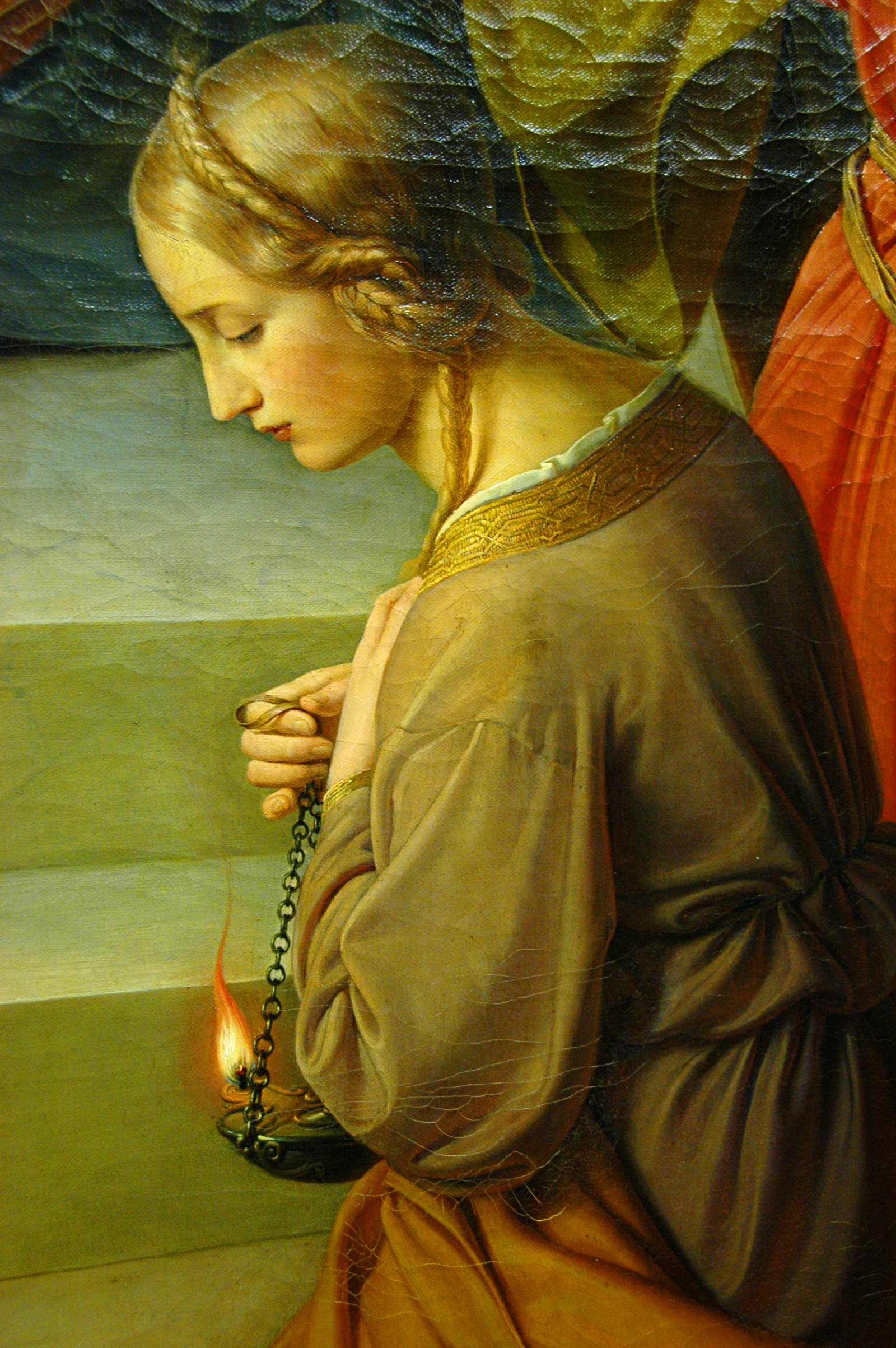
《聪明的处女和愚蠢的处女》（弗里德里希·威廉·冯·沙道）
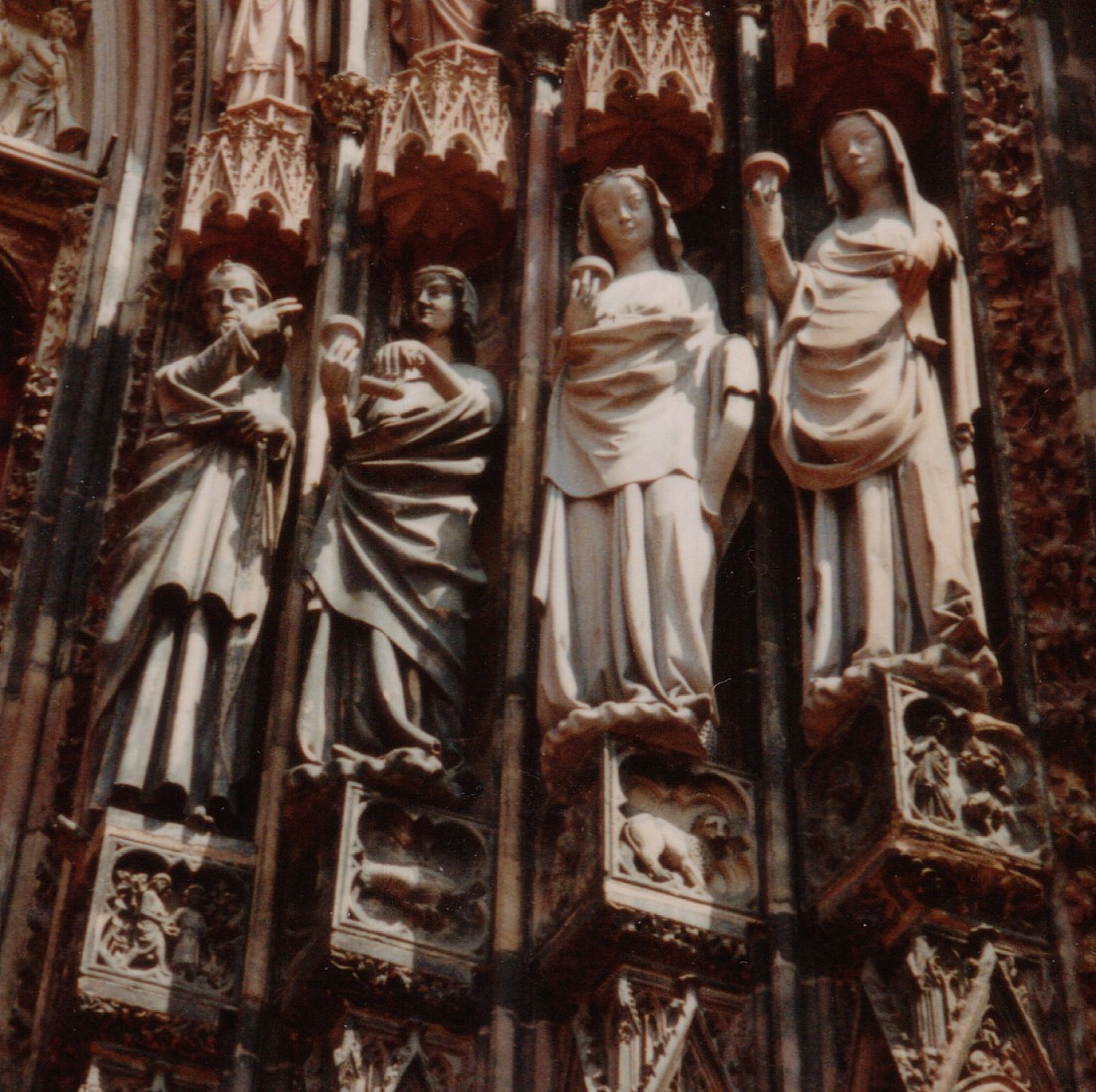
斯特拉斯堡大教堂，与基督一起的三位聪明处女的雕像

### 其他

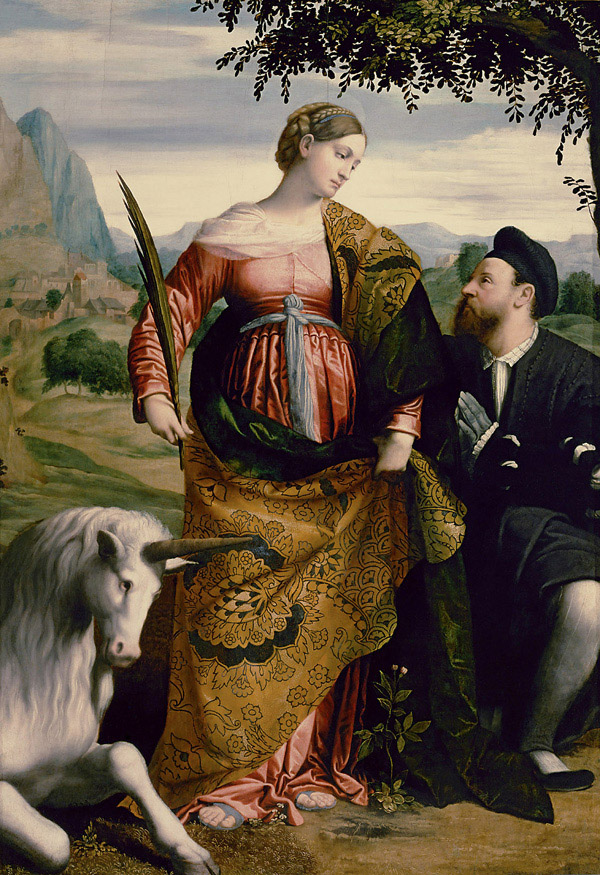
莫雷托·达·布雷西亚，《带着独角兽的圣尤斯蒂娜和供奉者》，油画，1530年 - 1534年，艺术史博物馆，维也纳。

- 对女性配偶或伴侣有不希望进行性行为，以保持其贞操的冲动有时也被称为“处女情结”。有时女性也会对自己产生这种处女情结[115][116][117]。
- 对处女或破处的性嗜好称为“初夜癖”（deflorationism）。
- 老人与裸处女同睡以恢复青春的回春术被称为“修那米提斯姆”[118]。
- 传说中，独角兽虽然非常凶猛，但可以被人类杀死，且据说会在处女怀抱中变得温顺。捕捉独角兽的另一种方法是带来一位处女诱惑它。不寻常的是，独角兽对处女充满迷恋。将装扮美丽的处女带到独角兽栖息的森林或巢穴，让她独处。独角兽闻到处女的香气，会被吸引过来，忘记自己的凶猛，靠近她，并在她的膝上睡着。这样被麻痹的独角兽很容易被附近的猎人捕捉。但如果独角兽发现与它接触的处女是假的，会狂怒，并杀死欺骗它的女人。由于喜欢处女，独角兽被认为是纯洁的象征。
- 白色的婚纱和面纱原本只允许处女穿着。非处女女性应穿有色婚纱。教父特土良效仿圣经中的利百加，认为处女新娘应该戴面纱，象征女性的处女和顺从[119][120]。
- 支持处女女性与希望娶处女为妻的男性相互配对的婚恋网站名为“Crossport”[121]。虽然处女身份由女性自己申报，但成为会员的条件之一是必须是处女[122]。

## 各国文化

### 中国
中国传统文学和民间傳說中，有各种判斷處女的方法。如守宮砂、滴血、验枕骨、看眉毛和腿型等，不一而足。守宮砂之说则常見於武俠小說，如《神雕俠侶》的小龍女因失身而造成守宮砂消失。
近代以来，中国大陆社会风气对性已较为开放，但片面要求女性婚前守贞的“处女情结”仍普遍存在。贞操嫁妆论，时有讨论。接受高等教育的年轻人仍会受到这一思想禁锢（如包丽自杀事件）。更有女性为夫寻找处女强奸进而杀人的极端案件（如胡伊萱案）。占有女性初夜，亦成为男性追逐的目标，官员和权贵阶层“买处”成风。各色人等通常在中、小学生中寻找“目标”，以致强奸案件频发。官员“买处”的动机一是“处女情结”下的占有处女，二是改善运气，提升官运，与传统冲喜之说相关。

### 日本

#### 古代日本
据折口信夫的《古代日本的恋爱观》，在日本，某个年龄以下的少女若被男性接触，会被视为受污。而已经成年的女性，在夜晚或节日等特别的日子里，则可以与所属社区的男性发生性行为（即所谓的夜这）。婚后，日本旧时认为女性摆脱此前性行为的影响而重新变得贞洁，如谷川健一在《草履的脚步声》中所述。折口还提到，结婚后的一到两周内，妻子会在晚上躲避丈夫，若一周内被找到，则其贞操会被怀疑。折口认为，在万叶集中提到的“被男性调戏而死的女性”，大多是表达巫女习俗的歌曲。
根据柳田国男的《巫女考》，除了奉仕于伊势神宫的斋王（イツキノミヤ，Itsuki no Miya）和侍奉斋大明神的斋女（イツキメ，Itsukime）等特殊巫女外，大多数巫女结婚生子以传承神的后裔并经营神社。

#### 夜这（基于小谷野的观点）
作家及比较文学学者小谷野敦批评道，随着上野千鹤子、田中优子、佐伯顺子等人在媒体上频繁出现，以及基于她们的出版物对江户时代的描述，使得“前近代没有性压抑”、“只要愿意就可以与喜欢的人发生性关系”、“性观念宽容”等错误的近世形象和俗说广为流传。关于夜这，小谷野指出，夜这所代表的旧时农村的性自由的美好形象，是由于夜这研究的民俗学者赤松启介的观点被上野千鹤子复兴而产生的。小谷野还参考了历史学家村上信彦、历史学家沢山美果子的《生育与身体的近世》、民俗学者岩田重则的《村落的年轻人和国的年轻人》等研究，指出上野等人美化了夜这。这些研究表明，若众宿支配着娘宿，男性与多人睡觉不会被指责，但女性若与一名男性睡觉则进入婚姻关系，女性无法拒绝夜这，因不情愿的怀孕生下私生子是常见现象，固定的性关系被视为结婚。基于此，小谷野指出，“前近代的日本人在性方面宽容”中的“宽容”包括强奸的自由、性骚扰的自由、怀孕后堕胎的自由以及杀婴的自由。向谷喜久江的《有夜爬的时候——周防的性风俗的证言》中有证言：“对姑娘来说，没有比夜这更可怕的事情了”，“结婚后最开心的是，不用担心夜这可以安稳入睡”。
关于明治以前是否存在处女概念，有人认为没有，但小谷野指出1834年的《色道禁秘抄》中有辨别是否处女的方法，因此这种说法不成立。他还指出，在曲亭马琴的时代，已经有像姑摩姬那样具有强大和美丽形象的处女人物。
战国时代的传教士路易斯·弗洛伊斯认为，日本女性对贞操和纯洁问题不重视，但小谷野认为，这是弗洛伊斯看到尚未作为近世町人自立的下层町人或农民的女儿们的情况。小谷野个人认为日本存在公家文化、武士文化和町人文化三种文化层次，公家文化因母系制或双系制不太重视女性的贞操，但武士文化采取父系制，女性作为政治婚姻的重要“财产”而被严格要求贞操。因此，近世武家的女性中虽有许多不义密通现象，但她们会受到严厉惩罚，这在历史学家氏家幹人的《不义密通》中有所描述，武家的女性被要求保持处女之身。而町人文化与公家文化大不相同，上层町人将自家女儿“地女”隔离以防止她们成为男人自由的性对象，对女儿的恋爱和婚姻极为严格，这在净琉璃作品《心中天网岛》和《心中宵庚申》中有所体现。

#### 现代日本
日本性教育协会的调查显示，截至2017年，女性的性交未经验率（处女率）为：女初中生为95.5%，女高中生为80.7%，女大学生为63.3%。
此外，根据2013年日本放送协会（NHK）进行的调查，关于婚前交往的问题，所有受访者中认为在结婚前不可以的占21%，婚约后可以的占23%，有爱就可以的占46%，无条件可以的占5%。2001年NHK进行的另一项调查显示，10余岁女性中有19%、20余岁女性中有6%曾假装自己是处女，此外，10余岁女性中有19%、20余岁女性中有4%曾假装自己不是处女。

### 美国
1960年代前半叶，对已婚美国女性进行的采访调查显示，当被问到“您认为女性在婚前与将要结婚的男性发生性关系是否可以？”时，86%的女性回答“这不好”。
在美国，政策上提倡“贞操教育”。根据日本青少年研究所于2004年发布的“关于高中生生活和意识的调查”，在日美中韩四国高中生中，回答“婚前应该保持纯洁”的美国高中生中，认为“完全同意”的占19.1%（其中男生16.2%，女生21.8%），认为“基本同意”的占32.9%（其中男生31.3%，女生34.1%）。而在日本高中生中，认为“完全同意”的占8.1%（其中男生11.4%，女生6.3%），认为“基本同意”的占25.2%（其中男生29.5%，女生22.9%）。尽管美国被认为性解放程度较高，但实际上重视婚前的处女贞操，认为保持纯洁是美德的人也很多。尤其是在近年来，美国社会倾向于认为尽量避免婚前交往是一种美德，这种社会风气被认为在一定程度上阻止了美国初次性体验年龄的进一步降低。
|      |    | 完全同意 | 基本同意 | 不太同意 | 完全不同意 | 无回答 |
| ---- | -- | -------- | -------- | -------- | ---------- | ------ |
| 日本 | 男 | 11.4     | 29.5     | 38.1     | 20.7       | 0.3    |
| 日本 | 女 | 6.3      | 22.9     | 48.0     | 22.2       | 0.6    |
| 美国 | 男 | 16.2     | 31.3     | 28.9     | 14.2       | 9.3    |
| 美国 | 女 | 21.8     | 34.1     | 27.8     | 8.2        | 8.2    |
| 中国 | 男 | 40.2     | 32.7     | 17.7     | 7.7        | 1.7    |
| 中国 | 女 | 43.6     | 32.9     | 14.5     | 7.3        | 1.6    |
| 韩国 | 男 | 28.5     | 42.7     | 20.5     | 7.8        | 0.5    |
| 韩国 | 女 | 43.1     | 33.5     | 18.7     | 4.2        | 0.6    |

（日本青少年研究所「关于高中生生活和意识的调查」2004年2月）

### 印度
The India Today-AC Nielsen-ORG-MARG 于2005年对印度11个城市的2035名18岁至30岁的未婚女性进行了有关性的调查，结果显示，66%的女性认为婚前应该保持处女。对于婚前交往的看法，46%的女性认为不好。超过四分之一的女性表示自己在18岁之前有过第一次性体验。此外，24%的女性表示自己有过性行为。
2006年的同类调查显示，在印度11个城市中对2559名16岁至25岁的未婚男性进行了有关性的意识调查，结果显示，63%的男性希望结婚对象是处女。这一比例比2004年的调查下降了10%。回答不希望结婚对象是处女的男性占24%。有过婚前交往的男性达到46%，比2004年调查时上升了10%。对于婚前交往的看法，42%的人认为“视情况而定”，26%认为“完全可以”，26%认为“不好”。在小城市中，最为开明的城市是卢迪亚纳和勒克瑙，分别有60%和54%的男性认为婚前交往的好坏视情况而定。2003年的调查显示，在印度10个城市中对2305名19岁至50岁的未婚及已婚女性进行了有关性的调查，结果显示，85%的女性在结婚后才有了第一次性体验。2004年的调查显示，在印度11个城市中对2499名18岁至55岁的未婚及已婚男性进行了有关性的调查，结果显示，54%的男性没有过婚前交往，72%的男性希望结婚对象是处女。

### 其他
- 在中世纪的欧洲、古代中东、中世纪东亚和东南亚等地，领主或神职人员拥有夺取新娘处女的初夜权。丈夫会缴纳初夜税以保护妻子的贞洁[150]。
- 从古代到中世纪，强奸处女的犯罪被视为比强奸非处女或妓女更为严重的犯罪。
- 朝鲜王国在蒙古帝国统治下，向蒙古帝国进献处女。在明帝国和清帝国统治时期，朝鲜半岛同样进献处女。
- 在古罗马，处死处女是违法的。例如，在处死塞亚努斯的女儿之前，先对她进行了强奸[151]。
- 中世纪欧洲也有类似的风俗。在猎巫行动中，处女的身份被视为重要依据，非处女常被认为是女巫。
- 在非洲，有一种迷信认为与处女性交可以治愈艾滋病。这导致了针对幼女的强奸和人口贩卖增加，并成为艾滋病传播的原因之一[152]。不过，这种情况有时被夸大了[152]。南非东部的夸祖鲁-纳塔尔省乌特克拉区推出了处女奖学金，旨在帮助年轻女性避免非自愿怀孕和艾滋病感染，使其能专注于学业[153]。目前有16名祖鲁族女学生符合条件，她们定期接受检查以确认处女身份[153]。
- 英国教会法规定，国王和皇太子的配偶必须是处女。当爱德华八世想与沃利斯·辛普森结婚时，英国教会的最高领导者坎特伯雷大主教柯兹莫·兰拒绝承认这桩婚事[154]。因此，爱德华八世退位并与沃利斯结婚[154]。
- 在以色列，婚礼通常在星期三举行，因为星期四是审判日。如果新娘在婚礼上被发现不是处女，新郎可以带着证据的床单参加第二天的审判，立即离婚。这样的新娘可能会遭到迫害，甚至被石头砸死[155]。
- 匈牙利的齐格纳人，要求新娘赤脚踏上菩提树制作的小圆板，新娘若失贞，则会有灾难。另一种方式是以黄杨树枝穿三只剥皮后的喜鹊头，放在新娘枕下。新娘若失贞会在梦话中坦白，守贞的新娘则会安睡。
- 人类学家玛格丽特·米德曾声称，在非西方的原始文明萨摩亚，性行为是自由的，不存在任何等级竞争或性压迫。但人类学家德里克·弗里曼在萨摩亚生活了六年，指出米德的观点是错误的[156]。在萨摩亚的婚礼上，新郎会用手指检查新娘是否为处女。如果新娘不是处女，她们会用鸡血袋伪造出血。研究表明，在社会地位较高的男性中，处女身份被视为结婚的重要条件。

## 伦理

### 社会规范
人类的性行为，如同其他许多行为一样，受到特定文化中多样社会规则的影响。这些社会规则被称为性道德（社会所规定的可以和不可以做的事情）和性规范（被期望的和不被期望的行为）。在社会中，有许多团体通过各种方法推动性道德观念的传播，这些方法包括性教育、宗教教义、承诺和贞洁誓言等。
少女漫画和女性主义的兴起，以及美国西海岸嬉皮文化通过女性杂志和媒体的宣传，导致了性行为自由化的风潮。近年来，由于HIV等性传播疾病知识的普及和晚婚趋势的发展，使得越来越多的男性在选择结婚对象时更为谨慎，要求结婚对象保持贞洁的男性在全球范围内有所增加。事实上，在美国等国家，纯洁运动正逐渐兴起。
1999年在美国出道的创作型歌手杰西卡·辛普森因宣称“在结婚前保持贞洁”而成为话题，随后布兰妮·斯皮尔斯和克里斯蒂娜·阿奎莱拉也发表了贞洁宣言，一时间，美国国内掀起了“空前的贞洁热潮”。此外，还有一些人选择“第二次贞洁”（再贞洁），如蕾妮·罗素尽管已经失去贞洁，但在某个时刻决定重新保持贞洁（参见贞洁教育）。

### 法律
大多数国家都有规定最低结婚年龄的法律，最常见的年龄是18岁。在“特殊情况下”，例如女性伴侣怀孕时，结婚年龄可以降至16岁。然而，实际的初婚年龄可能会高得多。法律还规定了允许发生性行为的最低年龄，通常称为同意年龄。对适当同意年龄的社会（法律）态度在现代呈上升趋势。例如，在欧美国家，19世纪中叶，10岁到13岁的年龄通常被接受，但在19世纪末到20世纪初，同意年龄普遍提高到了16岁到18岁。今天，同意年龄范围从12岁（青春期开始）到21岁不等，但16岁到18岁是最常见的同意年龄范围。然而，一些司法管辖区有“相近年龄”例外，只要年龄差距不超过2年，两名青少年（最小12岁）可以互相发生性行为。一些国家完全禁止婚外性行为。
历史上，以及在今天的许多国家和地区，女性的性经历可能被视为强奸犯起诉的相关因素。历史上，夺取女性处女的男性可能被迫与该女性结婚。此外，由婚前性行为产生的孩子被视为非嫡出子，面临各种法律和社会障碍，例如不能拥有父姓或头衔，也不能从假定父亲那里获得支持。这些针对婚外子的法律障碍在大多数西方国家已经通过法律废除，尽管社会排斥可能仍然存在。
在日本，起诉和量刑的细节可能会根据该人是否是处女而改变。野泽隆律师表示，处女或非处女的判定是根据年龄，如果一名女性被发现是处女且处女膜破裂，检察官可能会指控她“强奸导致伤害”。他举了一个例子，2009 年仙台地方法院审理了一个案件，他因强奸造成身体伤害被判处 9 年 10 个月监禁。。强奸因处女膜破裂而致人死亡的判决可以追溯到最高法院 1909 年 3 月 9 日在判例法数据库 LEX/DB 中的判决。虽然关于处女膜损伤的判例大多涉及未成年人，但在2012年9月28日冈山地方法院的审理中，即使在受害人27岁的案件中，也以处女膜损伤为证据，判定强奸导致了强奸罪，且存在身体受伤的情况。根据AV男优清健称，成人视频的一些作品包括破处类型，这种类型的需求量很大。然而，曾经这种题材在AV行业中一度消失。其原因是有些参与“破处”题材的女生后来声称，自己是被强迫出演这种影片，并且认为这种题材的影片实际上是侵犯行为，可能会被视为伤害罪。

### 宗教

#### 佛教
在家信者的佛教伦理中，最常见的戒律是五戒和八正道。这些教义不是神的命令或指示，而是以自发的、个人承诺的形式进行的。五戒中的第三戒“不邪婬戒”是指“不可从事不道德的性行为”。在巴利语经典中，性的不端品行被定义如下：
弃绝性的不端品行，[人]避免性的不端品行。他不会与母亲、父亲、兄弟、姐妹、亲戚、依法被保护的人发生性关系。不会与有夫之妇、受罚者、以及他人授予花冠者发生性关系。
关于处女问题，巴利语经典中没有具体提及。另一方面，许多传统的僧侣和尼姑被要求完全戒除性行为，据说释迦牟尼曾为避免不忠行为而劝诫他的弟子们要“就像在燃烧的灰烬坑里”一样。
佛教的五戒中的“不邪婬戒”，虽然其具体含义不明确，但禁止任何形式的性不端品行。佛教徒比其他宗教对性问题更为开放，随着时间的推移，这种开放性逐渐扩大。与基督教类似，传统主义者认为在婚前不应发生性行为，许多佛教徒也是如此。佛教中有密教派（密教）和严格派，这两派对性有非常不同的看法，但它们相处得很好。密教一词源自梵语，通常解释为两者或人之间的结合。在释迦牟尼尚未成为佛陀、还称为乔达摩王子时，性行为并非禁忌。他居住的宫廷充满了世间的快乐，半裸的女子只为王子服务，他的父亲甚至为他建造了爱的房间。乔达摩王子最终选择否定现世的享乐，走上中道，创立了佛教。这种物质世界拒绝前后的强烈对比，或许是佛教如此演变的原因之一。现今，佛陀的母亲不需要是处女，但据说她没有孩子。

#### 锡克教
锡克教认为性行为仅限于已婚夫妇之间。由于可能沉溺于欲望（卡姆，或极端的性欲），锡克教反对婚前性行为。锡克教教导年轻女性要保持适当的谦虚（沙拉姆），以保护家庭荣誉（伊扎特）。锡克教不允许婚前性行为或婚前同居。处女性是灵性的重要方面，因此，在准备好进入与恋人共同生活的神圣状态或婚前，处女性必须保持。

#### 犹太教
犹太教禁止婚前性行为。关于男子强奸处女，有申命记22:25-29中的米兹瓦先例，即他需要娶该被强奸的女子为妻并支付彩礼，可能是在创世记34中底拿被强奸后，在示剑设立的。
托拉中还有其他关于处女的提及。第一次引用是在创世记19:8中，罗得为了保护来客（参见创世记19:4-11），将自己的处女女儿作为性目的提供给所多玛的民。暗示所多玛的民因考虑到女孩的处女性，可能更容易接受这一提议。这也为以色列人避免同性恋行为设立了先例（参见利未记18:22，20:13）。
接下来引用的是创世记24:16，那里以利以谢在为他的主人亚伯拉罕的儿子寻找妻子。他遇到了利百加，故事中写道“那少女容貌极其俊美，还是处女，未曾有人亲近她”（在圣经术语中，“亲近”是性关系的委婉说法）。
关于未婚女性所生的孩子，这些孩子不被视为非婚生子女，也不会成为社会和宗教障碍的对象。例如法勒斯和谢拉（他们的母亲是寡妇，被公公不情愿地使其怀孕)（参见创世记38:24-30）。
哈拉卡中包含保护女性处女身份的规则，以及关于婚前性行为、强奸及其影响的规定。
在托拉中，以色列的非处女女性被视为父亲家的污秽娼妓，因此，如果一个女孩在第一次婚姻中没有处女的标志，她将被处以死刑。

#### 古代希腊·古代罗马

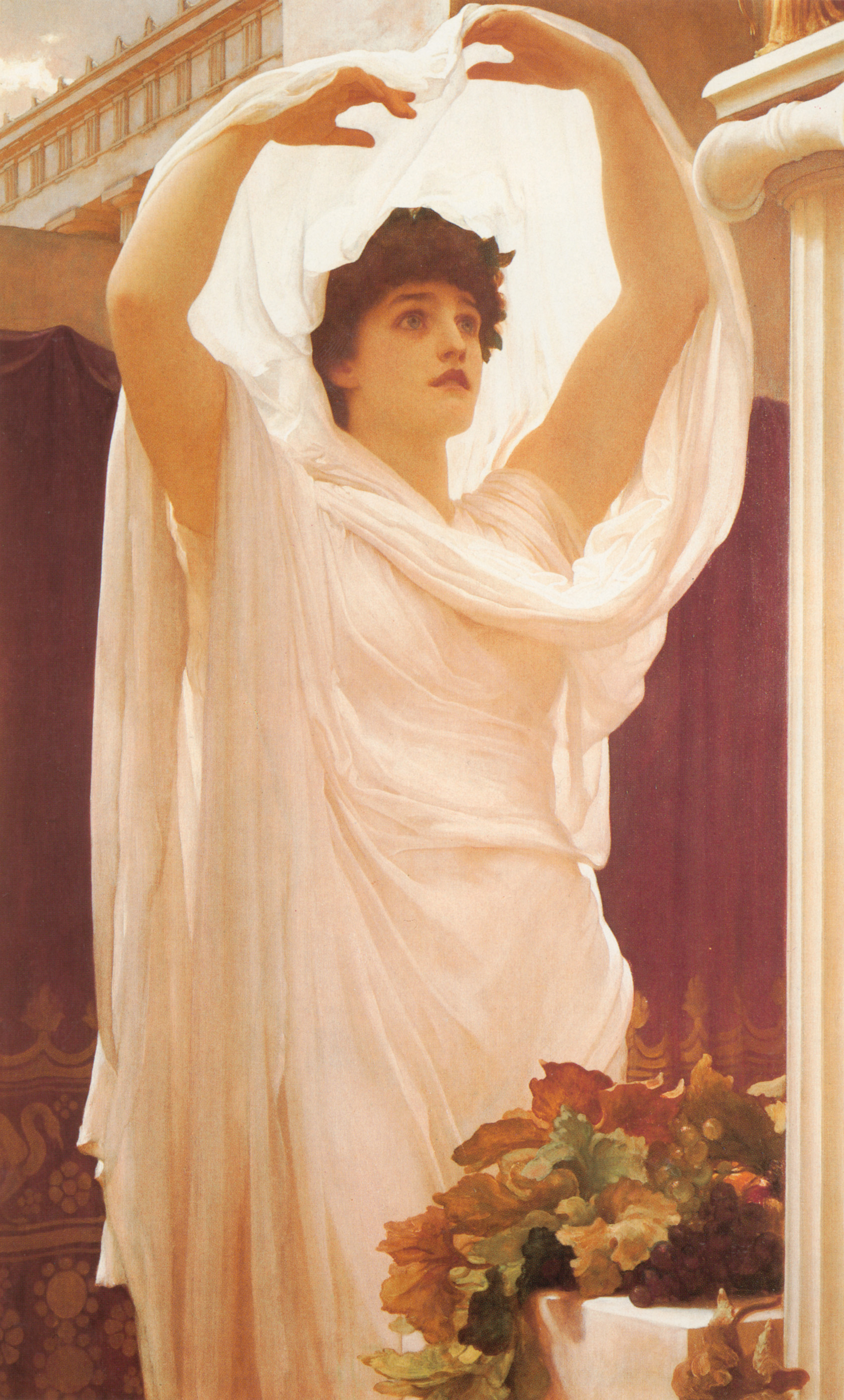
在罗马帝国时代，维斯塔贞女决定在30年内不结婚，否则将面临死刑。

处女常常被视为象征纯洁和身体自制的美德，这在希腊神话中是一个重要特点。
《荷马史诗》等古希腊文献中提到，帕特农的女神阿耳忒弥斯、雅典娜和赫斯提亚发誓永远保持处女之身（希腊语：παρθενα）。然而，这些神所指的处女状态（希腊语：παρθένος）与现代西方宗教中普遍理解的处女有所不同。相反，帕尔特尼亚更强调婚前性行为对其的不良影响，而非严格的身体要求。这些原因使得在《荷马史诗》中，其他女神如果没有永远献身于帕尔特尼亚，她们可以通过仪式来更新自己的状态（如赫拉），或选择一种暗示拥有该状态的外观（如阿佛洛狄忒）。
在罗马时代，维斯塔贞女备受尊敬，是严格禁欲的（不一定是处女）神职人员，负责维斯塔圣火的管理。维斯塔贞女在青春期前（6岁至10岁）入职，誓言独身30年。维斯塔贞女的贞洁被认为直接关系到罗马国家的健康，维斯塔圣火熄灭被视为女神对城市的保护被撤回，因此是一种严重的罪行，会受到鞭刑。维斯塔贞女的贞洁与圣火的燃烧直接相关，如果火熄灭，维斯塔贞女会被认为是不贞。如果发现维斯塔贞女在职期间有性行为，她们将被活埋。

#### 印度教
在印度教中，新娘在婚前保持纯洁是理想的。一般的印度教婚礼，或吠陀式婚礼，围绕着“卡尼亚丹”仪式进行，意为父亲将处女女儿赠予新郎，印度教徒相信这能带来最大的精神利益，女儿的婚姻被视为一种精神责任。在印度教信仰最广泛的南亚地区，尤其重视女性的纯洁。古代印度并不将性视为禁忌，处女膜是否完整与处女无关。

#### 基督教

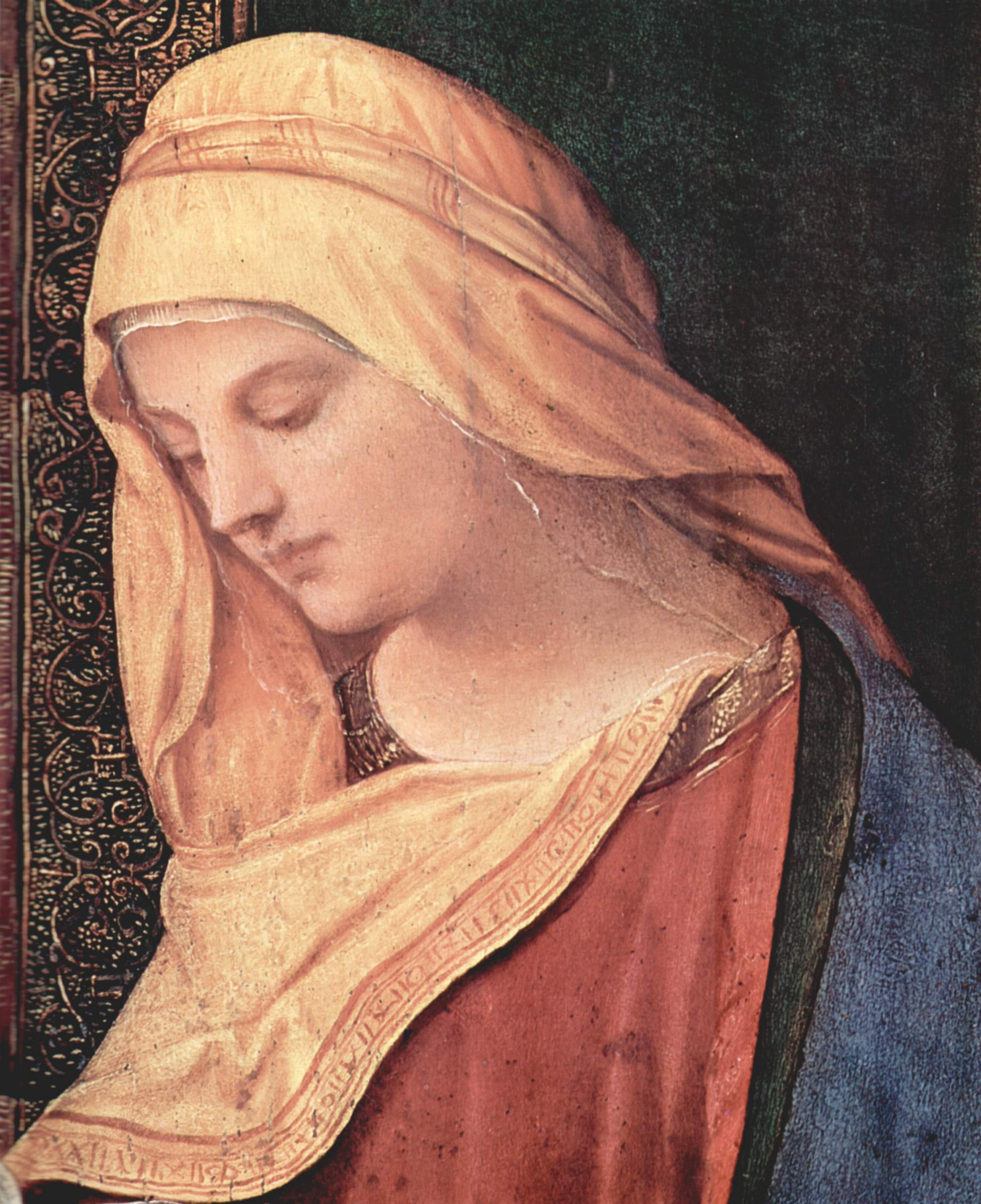
乔尔乔内绘制的《阅读中的圣母》细节（约1500年）

使徒保罗认为，人的身体属于上帝，是神的殿堂（哥林多前书6:13），（哥林多前书3:16），婚前性行为是不道德的（哥林多前书6:18），与通奸同等严重（哥林多前书6:9）。保罗在哥林多前书7:1-7中表示，性禁欲对男女双方都是理想状态。然而，他也指出夫妻之间应有性的关系。
古典学者埃夫林·斯塔格和新约圣经学者弗兰克·斯塔格认为，新约圣经认为性是为婚姻而设的。新约圣经指出，婚外性行为，如果双方有一方已婚，则为通奸罪；如果双方均未婚，则为淫乱罪。哥林多前书中命令“远离性不道德”。并且指出“人所犯的其他罪都在身外，但性罪是对自己的身体犯罪”。性不道德的人或通奸者在哥林多前书6:9中被列为“不能承受神的国的不义之人”。加拉太书5:19和哥林多前书7:2也提到淫乱，耶路撒冷议会的使徒令也包含了对淫乱的禁令。
此外，阿奎那进一步强调，除交配外的行为不会破坏处女贞洁，并指出非自愿的性愉悦不会破坏贞洁。在神学大全中，他写道：“精液的释放有两种方式。如果这是心灵目的的结果，那么无论是否发生交配，都会破坏处女贞洁。但是，奥古斯丁指出的这种释放是自然的结果，因此提到的是交配。另一种方式是在没有心灵同意的情况下，自然的弱点、睡眠中或暴力行为中释放精液。在这种情况下，贞洁不会丧失，因为这种污染不是破坏贞洁的结果”。
也有观点认为，新约圣经并不反对婚前性行为。这一论点中出现了两个希腊词汇：moicheia（μοιχεία，通奸）和porneia（πορνεία，淫乱，也即色情）。前者限于对配偶的性背叛行为，而后者则作为非法性行为的总称。在哥林多前书的其他部分，近亲性交、（根据一些解释）同性恋性交以及卖淫都被明确禁止（然而，七十士译本用“porneia”指代男性神庙卖淫）。保罗在圣洁的背景下，基于利未记的性禁令来讲解圣洁的获得。根据这一论点，第七章中保罗仅反对这些行为。对这一论点的最有力反驳是，除了哥林多前书外，新约圣经的现代解释普遍反对婚前性行为。

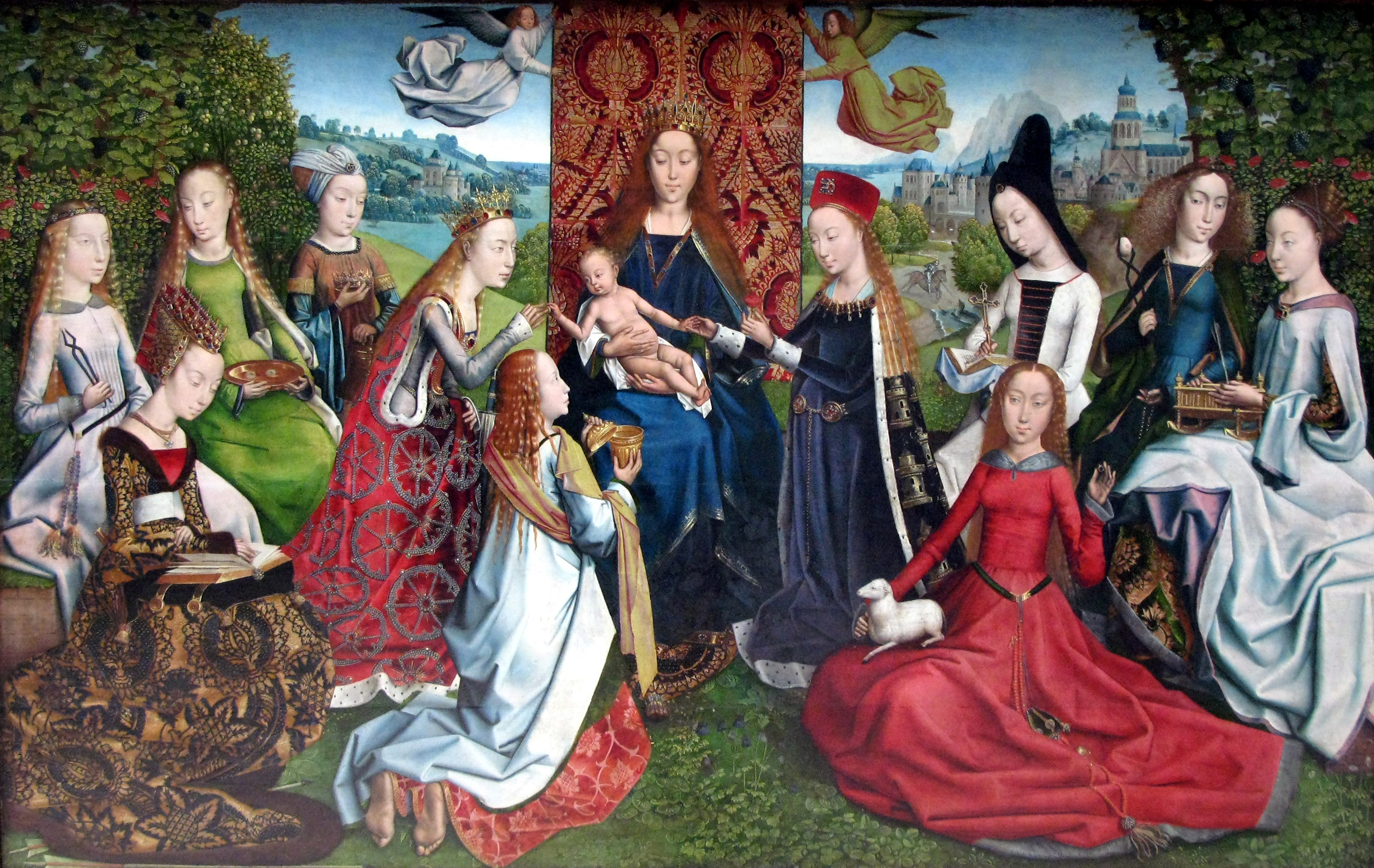
圣母玛利亚与其他圣母像，15世纪末，比利时的布鲁日

根据马太福音和路加福音的记载，耶稣的母亲玛利亚在怀基督时是处女。罗马天主教、东正教和东方教会都坚持玛利亚是永恒的处女。然而，大多数新教徒引用Mark 6:3中的“这不是那木匠吗？不是玛利亚的儿子，雅各、约西、犹大和西门的兄弟吗？他的妹妹们不也在我们这里吗？”来否认这一教义，认为玛丽亚生育耶稣后和丈夫有正常的性生活。天主教会认为，希伯来语中的“兄弟”和“姐妹”一词不仅适用于同一个父母的孩子，还适用于侄子、侄女、堂兄弟姐妹、异父异母兄弟姐妹。天主教、东正教、路德教会和高教会圣公会的其他团体有时称玛利亚为圣母玛利亚或祝福的圣母玛利亚。
天主教百科全书中写道：“处女有两个要素。一个是物质要素，即在过去和现在，出于欲望或合法婚姻的使用，完全自愿地选择不进行性行为。形式要素是对性愉悦的永远放弃的坚定决心”，“处女贞洁一旦被自愿且完全经历的性愉悦破坏，就不可挽回地失去了”。然而，为了处女的祝圣，从未结过婚且在过去生活中从未违背过纯洁，是规范的充分条件。
在基督教神学中，处女贞洁象征着无罪。圣经中的申命记22章20-22节命令，对于不是处女的女性应当作为性犯罪者处以死刑。而利未记21章7节和以西结书44章22节则命令，祭司不得娶非处女的淫乱女子或离婚妇为妻。在基督教的婚礼上，只有处女才能穿纯白的婚纱，因婚前性行为而失去处女身份的女性则穿着“有色的婚纱”。天主教会有为一生奉献贞洁的女性设立的处女祝圣仪式。《耶利米哀歌》中，有指代希伯来人的“童女，我民的女子”“童女，锡安的女子”的表述。《以西结书》中，迎合亚述的耶路撒冷和犹大王国，被耶和华责备为“两个犯奸淫的处女”。
士师记11章37节描述了耶弗他的女儿“在山上为自己的童贞哀哭”。根据岩波译圣经的注释，这是对从前在“丘坛”上进行的伴随性行为的祭祀仪式的去巴力化后的仪式。福音派的资料认为，有将她作为全燔祭献上的说法，也有认为她作为侍奉上帝的终身处女献身的说法。

#### 伊斯兰教
在伊斯兰教中，婚外性交被视为罪恶，并被禁止，但对于自己的女奴隶有例外，包括在被奴役时已婚的少女。根据伊斯兰法，对犯有通奸行为的穆斯林男女规定了处罚，但实际上，要证明通奸行为非常困难，需要有四名立派的证人亲眼目睹实际的插入行为。在西方文化中，婚前性行为或失去处女身份可能被视为个人的耻辱，但在某些伊斯兰社会，即使没有达到法律的证据标准，婚前性行为也会导致个人的羞辱和家族名誉的丧失。
伊斯兰教中，积善行而死的人被认为可以在“永恒的胡里（处女）”中随意享受性爱，喝不醉的酒，吃美味的水果和肉。在这种情况下，“处女”传统上被字面理解，但现代也有将其视为比喻的观点。
在土耳其等现代主要伊斯兰社会的一部分，处女检验是一种由国家实施的临床检查。这类检查通常针对违反“公共道德和谦逊规则”的女性进行，但1999年土耳其刑法修正案规定，进行这类检查需要女性的同意。

## 学术研究

### 先天基础与文化影响
对于许多男性来说，不论国籍，他们都希望结婚对象是处女。关于这种现象是“男性的本能”还是“思想与文化的影响”，生物学家和文化人类学家之间一直存在争论。文化人类学家认为“男性希望结婚对象是处女”是文化塑造的结果，而生物学和近年来发展的遗传学则主张，“男性希望结婚对象是处女”是男性本能的一部分。

### 进化心理学
根据进化心理学和社会生物学的观点，男性重视女性婚前的处女性是因为防止女性与其他男性交配，这是一种配偶防卫的行为。配偶防卫行为被认为是雄性动物为了确保后代的血缘而采取的行动，这在许多动物物种中都能观察到。特别是人类女性不同于其他哺乳动物的女性，能够隐藏排卵期，不会发出明显的嗅觉信号，这使得男性必须确保出生的孩子确实是自己的。因此，男性开始重视女性的纯洁性（处女），以确保未来的孩子是自己的。即使在现代，情况依然如此。全球范围的血型调查显示，大约10%的男性自认为是自己孩子的父亲，但实际上并非真的具有血缘关系（在DNA鉴定的争议案例中，这一比例约为15%），无论哪个国家，男性都比女性更重视纯洁性。然而，女性对纯洁性的重视程度因经济独立和性行为的主动性等文化因素而异。特别是在传统的父系社会中，男性在抚育孩子上投入大量资源，因此对父性的确定性要求更高。在现代社会中，拥有地位和财富与配偶防卫的程度成正比。
例如，在传统的父系社会并实行一夫多妻制的肯尼亚牧民基普西吉斯族中，男性的家族向女性的家族支付婚资，以获得新娘。婚资的价值标准包括年轻、具有生育能力和处女身份。在基普西吉斯社会中，处女身份被高度评价，因为这样的女性被认为在婚前没有与任何男性发生关系，婚后对丈夫忠诚，不太可能出轨，这样的女性婚资会更高。
根据进化心理学的一些研究，“外貌水平”和“初次性体验的早晚及性伴侣人数”之间的相关性显示，女性的外貌与其性经验之间没有显著关系。无论美貌与否，性经验的年龄和人数没有显著差异。然而，对14,276名年轻人的调查显示，身体非常有吸引力的女性更可能形成排他性关系，而不是纯粹的性关系，并且在与伴侣初次相识的一周内发生性关系的可能性较低。随着女性身体吸引力的增加，其性伴侣的数量减少。这种趋势被解释为有吸引力的女性在恋爱市场中占据更大的价值和权力，能够控制两性关系。相比之下，男性的身体吸引力增加则与性伴侣的数量增加相关。

### 心理学
部分文化人类学者认为，恋爱和性嫉妒是人际关系的普遍特征。处女的社会价值反映了性嫉妒和恋爱理想的双重影响，似乎深深嵌入人性之中。
斯密斯和沙弗的研究表明，第一次性行为与其后的性行为模式有相关性。第一次性行为愉快的人在之后的性生活中表现出更多的满足感。另一项研究显示，与处女相比，非处女在独立性、成就动机和社会批评方面得分更高，但偏差行为也更多。
2016年对居住在城市的18至33岁女大学生的调查显示，与性活跃的女性相比，处女在大五人格中的外向性和神经质得分较低。此外，处女的马基雅维利主义得分较低，不接受随意性行为，并且不愿意进行没有承诺的性行为。性活跃的女性在大五人格中表现为低责任心和高开放性。她们中精神障碍的比例较高，接受随意性行为，愿意进行没有承诺的性活动，并且与初次性行为年龄较小相关。
尽管存在“婚前不进行性行为的夫妻容易出现性不和谐”的说法，但研究表明，与婚前进行性行为的夫妻相比，婚前保持节制的夫妻在性生活中表现出更高的满意度。2010年对2035名已婚者的研究表明，婚前不进行性行为的夫妻在性生活满意度上比婚前进行性行为的夫妻高15%，在关系稳定性上高22%，在关系满意度上高20%。
印度拉贾斯坦大学的心理学家乌莎·古普塔和普西帕·辛格对恋爱结婚和传统包办婚姻的夫妻的恋爱感情进行了调查。结果显示，恋爱结婚的夫妻在结婚一年内的评分为91分中的平均70分，但随着婚姻时间的延长，评分逐渐下降，超过10年时仅为40分。相反，包办婚姻的夫妻在新婚时的平均评分为56分，但随着时间的推移，恋爱感情逐渐增加，10年后达到68分。

### 离婚与婚前性行为的相关性
多项研究报告显示，性经验丰富的男女更容易出轨。
琼·卡恩和凯瑟琳·伦敦对1965年至1985年间美国已婚女性进行了调查，研究婚前性行为与离婚的长期风险之间的相关性。根据1988年National Survey of Family Growth的调查结果，简单的交叉表分析显示，有过婚前性行为的女性比婚前保持处女的女性离婚风险高得多。即使考虑到早婚、婚前生育等高风险因素，以及家庭背景和价值观等可观测特性，婚前性行为的女性离婚风险依然显著高于婚前保持处女的女性。然而，当考虑到影响婚前性行为和离婚可能性的不可观测特性时，这一差异在统计上不再显著。这些结果表明，婚前性行为与离婚之间的相关性可能更多地归因于一些未被观测到的差异（例如对传统规范的违背意愿），而非直接原因。
爱荷华大学的安东尼·佩克调查了美国青少年首次性行为是否与初婚离婚风险上升相关。研究基于2002年National Survey of Family Growth的全国调查数据，对3793名已婚女性进行了分析。结果显示，若青少年在16岁以上并自愿进行首次性行为，离婚风险并不直接上升；但婚前性行为会间接增加离婚风险。而16岁以下或非自愿的首次性行为则直接增加离婚风险。首次性行为发生在16岁以下的女性，年纪越小，离婚风险越高。此外，与未来丈夫的婚前性行为比婚后性行为的离婚风险更高，但低于有多个婚前性伴侣或有婚前妊娠/生育经历的女性。18岁以下进行过性行为的女性，5年内有31%（相比之下，未进行过性行为的为15%）离婚，10年内有47%（相比之下，未进行过性行为的为27%）离婚。5年内的离婚率显示，18岁以下有过性行为的女性比未进行性行为的女性离婚率高出两倍。
雷纳塔·福斯特和科雷·坦弗尔对20至39岁的美国女性进行了调查。结果显示，与没有性经验的女性（处女）相比，有1至3个性伴侣的女性出轨的风险高出4倍，有4个及以上性伴侣的女性出轨风险高出8.5倍。此外，杰伊·蒂奇曼在《婚姻与家庭杂志》中发表的研究表明，婚前与丈夫以外的男性同居或有性行为的女性离婚风险较高，尤其是与多个男性同居的女性。
弗吉尼亚大学对1000名18至34岁美国人进行的婚姻调查（为期5年）表明，婚前性伴侣越多，婚后生活越不幸福。此外，婚后生育比婚前生育能使婚姻幸福度提高44%。

### 其他
- 直到19世纪后期，一种称为“先父遗传”的遗传学理论被广泛接受，该理论认为雌性与某个雄性交配后，其后代可能会遗传该雄性的特征。近年来，随着分子生物学的发展，发现了一些分子机制可能解释人类中的先父遗传现象[231]。
- 初中时期参加运动队、高中时期参加运动队、吸烟习惯、每周饮酒一次以上、穿着昂贵服装等与处女率之间存在负相关关系[232]。
- 根据藤田保健卫生大学（现藤田医科大学）医学部的妇产科教授藤井多久磨的说法，预防性传播感染的基本原则是“不要轻易进行性行为”，而最彻底的预防方法是在结婚前不进行性行为[233]。特别是女性中，15-19岁年龄段的女性性器衣原体感染人数是男性的三倍以上[234]。与美国（3.9%）和瑞典（2.1%）相比，日本高中女生的衣原体感染率超过13%[235]。尽管生殖器疱疹病毒感染的总人数保持不变，但女性患者人数在增加[236]。因此，女性需要特别注意避免性病感染[77]。
- 哲学家三浦俊彦认为，日本少子化以及男女不愿结婚的原因之一是经济低迷导致收入高的男性减少，以及不贞洁女性增多。值得注意的是，三浦承认他认为“贞操低减说”是他自己独创的，但实际上这个观点早在几年前就在互联网上流传了[237]。
- 一项对美国大学的研究表明，女生多于男生的学校中，女生在校期间有男友的比例较低。在女生比例为47%的学校中，69%的女生在校期间没有男友，而在女生比例为60%的学校中，这一比例下降到54%[238]。也就是说，在男性较少的学校中，没有固定男友的女生更容易有性经验。

## 处女率

### 世界各地的处女率
处女率因文化而异。在重视女性婚姻时处女身份的文化中，失去处女身份的年龄通常由该文化中的结婚习俗或国家法律所规定的最低结婚年龄决定。
在“女性和男性何时第一次发生性行为？”的跨文化研究中，法国国立经济学研究所的迈克尔·博宗（2003年）发现，现代文化可以大致分为三类。
第一组中，数据表明相对年长的男性与接近青春期的女孩结婚。这种社会中，男性的性行为开始年龄比女性晚，但通常是在婚外进行。这一组包括撒哈拉以南非洲（该研究列出了马里、塞内加尔和埃塞俄比亚）。虽然数据仅来自尼泊尔，但研究认为印度次大陆也属于这一组。
第二组中，家庭鼓励女儿推迟结婚并在此之前避免性行为。但同时鼓励儿子在结婚前与年长女性或妓女积累经验。这种社会中，男性的性行为开始年龄比女性早。这一组包括南欧（如葡萄牙、希腊和罗马尼亚）和拉丁美洲（如巴西、智利和多米尼加共和国）的拉丁文化圈。研究还认为，许多亚洲社会也属于这一组，尽管数据仅来自泰国。
第三组中，性行为开始年龄在男女之间更为接近。然而，这一组中有两个子组。非拉丁天主教国家（如波兰和立陶宛）中，性成熟仪式的年龄较高，晚婚与男女双方的纯洁性相互促进。这种晚婚与纯洁的相互促进模式也见于新加坡和斯里兰卡。研究还认为，中国和越南也属于这一组，但没有数据。
最后，北欧和东欧国家的性行为开始年龄较低，男女双方在婚姻等正式关系建立前发生性行为。这一组包括瑞士、德国和捷克。
2001年，联合国儿童基金会进行的一项调查发现，在有数据的12个发达国家中，有10个国家的青少年在十几岁时经历过性行为。在丹麦、芬兰、德国、冰岛、挪威、英国和美国，超过80%的青少年在十几岁时有过性行为。在澳大利亚、英国和美国，约25%的15岁青少年和50%的17岁青少年有过性行为。2002年的一项国际调查试图调查青少年的性行为。24个国家的15岁学生参与了这项由学龄儿童健康行为国际研究网络开发的标准问卷调查。调查显示，大多数学生仍保持纯洁（未经历性行为），在性活跃的学生中，大多数（82%）采取了避孕措施。凯撒家庭基金会在2005年对美国青少年的调查发现，29%的青少年报告感受到进行性行为的压力，33%的性活跃青少年感觉“性关系发展得太快”，24%报告做了“自己并不真的想做的性行为”。几项民意调查表明，朋友之间的压力是鼓励男女交往的一个因素。
有研究表明，现代青少年比以前的世代更早开始性行为。然而，2005年杜蕾斯全球公司的一项调查显示，世界各地的人们首次性行为的平均年龄为17.3岁，从冰岛的15.6岁到印度的19.8岁不等。但有研究指出，平均年龄并不是性行为开始的好指标，更好的方法是使用各年龄段性行为经验者的比例。2008年，英国对14岁至17岁的青少年进行的一项调查（YouGov为Channel 4进行）发现，只有6%的青少年计划在结婚后才进行性行为。2011年，CDC的一项研究发现，美国15岁至19岁年龄段中，43%的男性和48%的女性报告说没有异性伴侣。
青少年的怀孕率各不相同，在撒哈拉以南非洲的一些国家，每1000名青少年中有143人怀孕，而韩国这一比例为2.9人。美国的比例为每1000人中52.1人，是发达国家中最高的，是欧盟平均水平的四倍。各国青少年的怀孕率需要考虑到可获得的普遍性教育水平和避孕手段的可用性。许多西方国家实施了性教育项目，其主要目的是减少青少年怀孕和性传播感染。1996年，美国联邦政府将性教育的目标转移到“禁欲性教育”项目，即促进婚前禁欲（即纯洁）并禁止提供避孕信息。2004年，乔治·W·布什总统宣布了一项全球艾滋病策略五年计划，承诺在五年内向非洲、加勒比国家和越南提供150亿美元的援助。其中一部分资金专门用于“禁欲直到结婚”项目。
关于纯洁（处女）誓言的同行评审研究表明，男性誓言者在25岁之前仍保持童贞的可能性是非誓言者的4.1倍（25%对6%），女性誓言者在25岁之前仍保持处女的可能性是非誓言者的3.5倍（21%对6%）。

### 日本

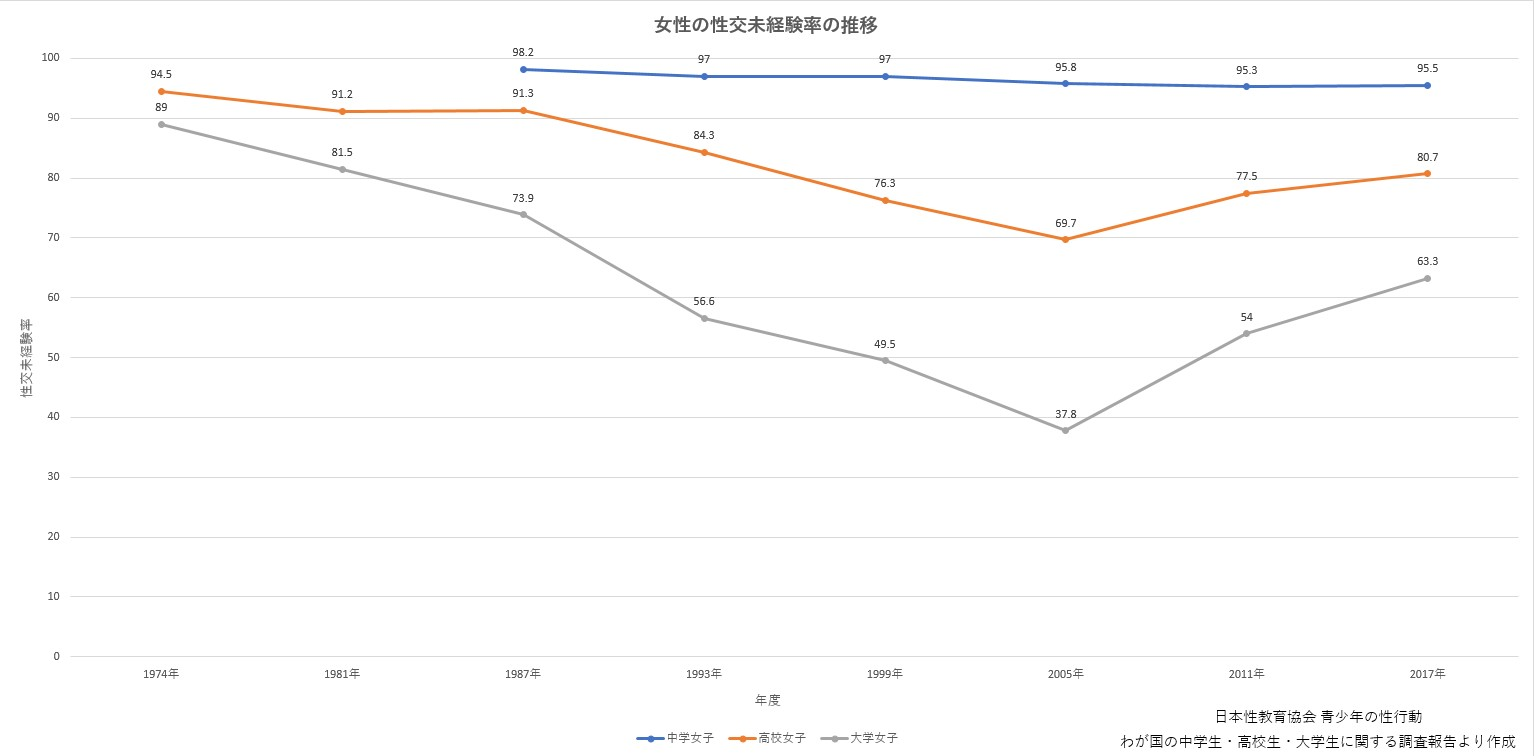
女性的性交未经验率的变化趋势图

根据日本性教育协会进行的主要性行为经验率调查，女性的性交未经验率（处女率）变化如下。
| 调查年度 | 1974年 | 1981年 | 1987年 | 1993年 | 1999年 | 2005年 | 2011年 | 2017年 |
| -------- | ------ | ------ | ------ | ------ | ------ | ------ | ------ | ------ |
| 初中女生 | ー     | ー     | 98.2   | 97.0   | 97.0   | 95.8   | 95.3   | 95.5   |
| 高中女生 | 94.5   | 91.2   | 91.3   | 84.3   | 76.3   | 69.7   | 77.5   | 80.7   |
| 大学女生 | 89.0   | 81.5   | 73.9   | 56.6   | 49.5   | 37.8   | 54.0   | 63.3   |

经验人数有多少?（20-29岁）
经验人数有多少?（30-39岁）
根据杂志《anan》（アンアン）2019年8月21日号对20～59岁女性300人进行的问卷调查显示，20余岁的女性中有38%，30余岁的女性中有25%未曾有过性经验。Avenue Women's Clinic院长福山千代子指出，由于10～14人经验者比例较高，20余岁青年中性传播疾病显著增加，并且性经验积极者和消极者两极分化。结合其他问卷内容，分析认为性伴侣数量多不再成为炫耀的资本，人们更倾向于“与一个人培养深厚的爱”。
2015年10月，茨城县教育委员会对县内中等教育学校后期课程的97所学校的二年级学生3384人（县内公立高中、初中后期课程二年级学生的17.3%）进行了性行为调查。关于性经验，调查结果如下表。
| 调查年度 | 无经验 | 小学生时 | 初中一年级时 | 初中二年级时 | 初中三年级时 | 高中一年级时 | 高中二年级时 | 有经验者总计 |
| -------- | ------ | -------- | ------------ | ------------ | ------------ | ------------ | ------------ | ------------ |
| 2003年   | 61.5   | 0.5      | 0.4          | 3.6          | 6.9          | 17.7         | 6.6          | 35.7         |
| 2009年   | 70.7   | 0.5      | 0.7          | 3.4          | 4.2          | 11.9         | 6.8          | 27.6         |
| 2015年   | 80.7   | 0.2      | 1.0          | 2.2          | 4.3          | 7.3          | 3.0          | 18.0         |

### 智商与学历的关系
在美国进行的几项研究中发现，认知能力和智商越高，保持处女的可能性越大。2005年发表的一篇论文显示，智商与处女率的关系如下。需要注意的是，智商在70以下的处女率最高，但在《精神障碍诊断与统计手册》中，智商70以下是确定智力障碍的条件之一。
| 智商    | 处女率 |
| ------- | ------ |
| 70以下  | 81.6   |
| 70-90   | 59.0   |
| 90-110  | 61.7   |
| 110以上 | 70.5   |

2000年针对青少年的更详细调查也显示了相似的趋势。此外，智商在75到90范围内的人保持处女的概率最低，这一范围的智商也与犯罪倾向的高峰相吻合。
| 智商 | 相对几率 |
| ---- | -------- |
| 60   | 0.23     |
| 70   | 0.48     |
| 80   | 0.78     |
| 90   | 1.00     |
| 100  | 1.00     |
| 110  | 0.78     |
| 120  | 0.47     |
| 130  | 0.22     |

关于学历，东京大学大学院医学系研究科国际卫生政策学教室的上田彼得研究员研究了日本成年人的异性性行为未经验比例变化，发现学历越高，未有性经验的概率越高。相比高中及以下学历的女性，大学或研究生学历的女性异性性行为未经验比例高出约两倍。关于这一点，尚不清楚是学习投入导致性行为不积极，还是反过来。此外，针对日本首都圈大学生的调查显示，女子大学生的处女率随着入学难度（偏差值）的提高而增加，每提高1分，处女率增加4.2%。但作为东大女生大幅降低了保持处女的可能性。另有研究显示，无论男女，初次性行为越晚，社会经济上越成功。

## 延伸阅读
- 池田清彦. . 静山社文庫. 静山社. 2010-12-08. ISBN 978-4-8638-9082-4.
- 新装版. いのちのことば社. 2014-10-01. ISBN 978-4-2640-3257-1.
- ロバート・ウィンストン. . 由鈴木光太郎翻译. 新曜社. 2008-06-27. ISBN 978-4-7885-1111-8.
- 荻上チキ; 飯田泰之. . 扶桑社. 2013-09-26. ISBN 978-4-5940-6916-2.
- 尾山令仁. . 羊群社. 1985. ISBN 978-4-8970-2022-8.
- 川村邦光. . ちくま学芸文庫. 筑摩書房. 2004-07-08. ISBN 978-4-4800-8865-9.
- ビクター・S・ジョンストン. . 由長谷川眞理子翻译. 日経BP. 2001-06-01. ISBN 978-4-8222-4203-9.
- 鈴木崇巨. . 教文館. 2010-09-01. ISBN 978-4-7642-0317-4.
- . 旧約聖書 4. 由鈴木佳秀・旧約聖書翻訳委員会翻译. 岩波書店. 1998-03-24. ISBN 978-4-0002-6154-8.
- ジャレド・ダイアモンド. . 由長谷川眞理子翻译. 新曜社. 1993-10-01. ISBN 978-4-7885-0461-5.
- 長谷川寿一; 長谷川眞理子. . 東京大学出版. 2000-04-01. ISBN 978-4-13-012032-6.
- 長谷川眞理子. . NHKライブラリー. 日本放送出版協会. 1999-12. ISBN 978-4-1408-4104-4.
- ジョン・A・ハードン (en). . 由浜寛五郎翻译. エンデルレ書店. 1982-12. ISBN 978-4-7544-0204-4.
- ヘンリー・H・ハーレイ. . 由聖書図書刊行会編集部翻译 改訂版. いのちのことば社. 2000-01-01. ISBN 978-4-7912-0001-6.
- デヴィッド・M・バス. . 由狩野秀之翻译. 草思社. 2000-02. ISBN 978-4-7942-0951-1.
- ハンナ・ブランク. . 由堤理華・竹迫仁子翻译. 作品社. 2011-08-27. ISBN 978-4-8618-2330-5.
- アンケ・ベルナウ. . 新潮選書. 由夏目幸子翻译. 新潮社. 2008-06. ISBN 978-4-1060-3609-5.
- 町山智浩. . 文春文庫. 文藝春秋. 2012-10-10. ISBN 978-4-1678-3825-6.
- チャールズ・マレー. . 由橘明美翻译. 草思社. 2013-02-21. ISBN 978-4-7942-1958-9.
- 三浦俊彦. . 青土社. 2014-10-22. ISBN 978-4-7917-6822-6.
- 村上宣寬; 村上千恵子. . 北大路書房. 2008-11-01. ISBN 978-4-7628-2625-2.
- 小谷野敦. . 新曜社. 2008年12月12日. ISBN 978-4788511309.